# Casa di Cavendish

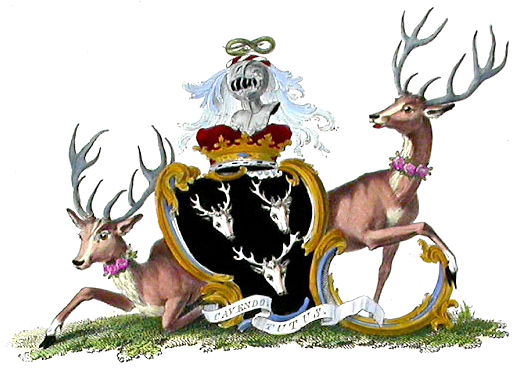
Stemma dei Duchi di Devonshire

I Cavendish sono una famiglia nobilare inglese elevata al rango di Pari d'Inghilterra, tra le più ricche e influenti del Regno Unito sin dal XVI secolo.

## Titolatura
Fondata nel 1346 da John Cavendish, possiede diversi titoli nobiliari, i più importanti sono:
- Duca di Devonshire
- Duca di Newcastle
- Conte di Burlington
- Barone Chesam
- Barone Waterpark

La famiglia Cavendish, pur possedendo il titolo nominale riferito al Devonshire (attuale Devon), ha la gran parte dei suoi possedimenti terrieri nel Derbyshire.

## Storia

### Origini

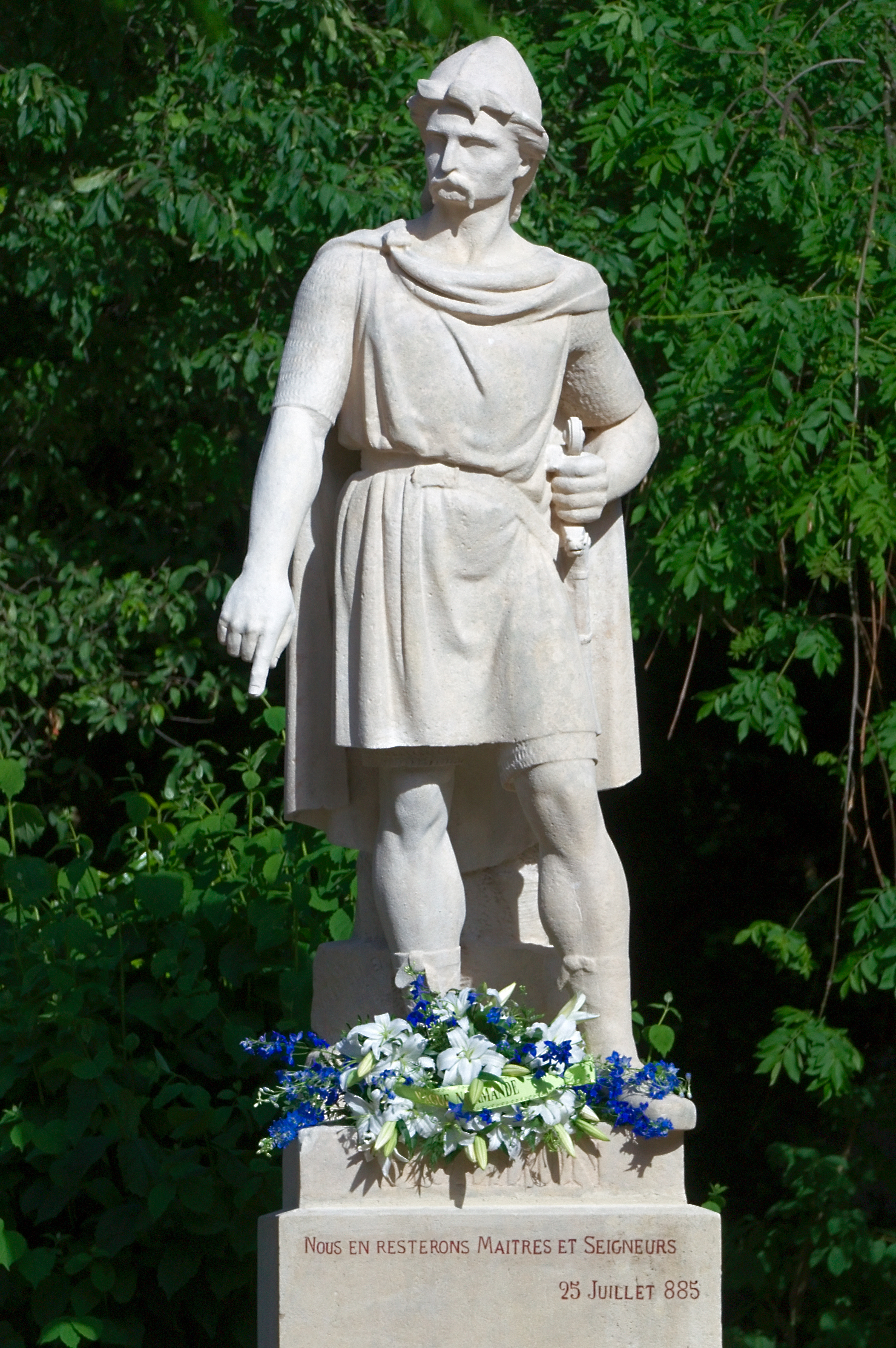
Statua del duca Rollone a Rouen

John Cavendish, proveniente dall'omonima cittadina nel Suffolk, discendeva dal normanno Robert de Gernon, a sua volta discendente del duca Rollone, vissuto sotto il regno di Enrico I e con interessi attorno all'abbazia di Gloucester. Il figlio, anch'egli chiamato Robert de Gernon, sposò l'erede di John Potton di Cavendish; Robert, ottenuto il controllo di numerose terre nel Sufflok, si trasferì proprio a Cavendish, divenendo il signore di quel territorio.

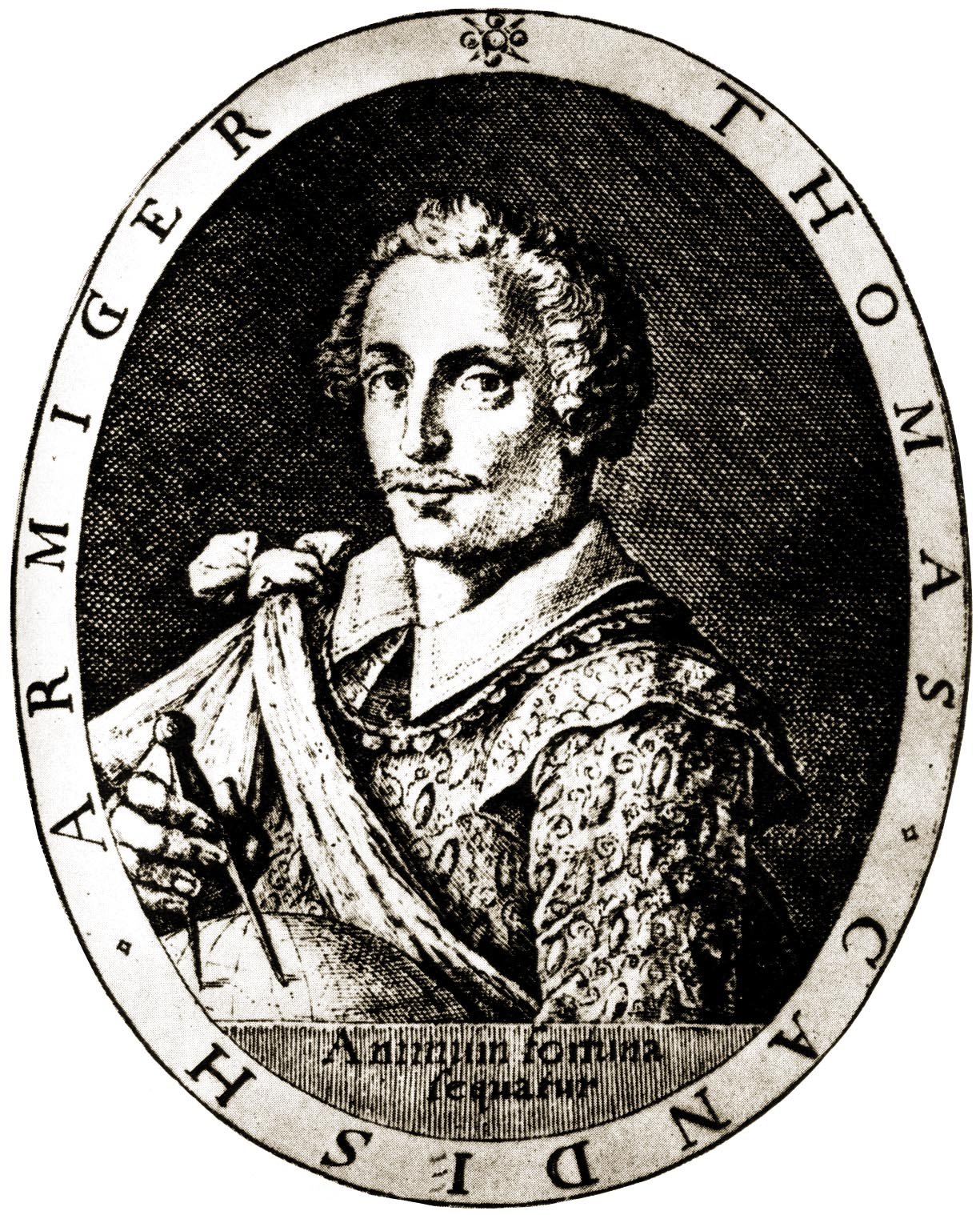
Incisione olandese con il ritratto di Thomas Cavendish

Uno dei fratelli di John, Roger Cavendish, fu uno degli antenati del noto esploratore Thomas Cavendish, chiamato il Navigatore.
Sir John si specializzò in legge ed ottenne la carica di Lord Chief Justice of England and Wales. Fu in seguito eletto Cancelliere dell'Università di Cambridge. Come Lord Chief Justice dovette affrontare e reprimere la rivolta dei contadini del 1381. Suo figlio John Cavendish uccise Wat Tyler, uno dei capi della rivolta.

### XVI secolo

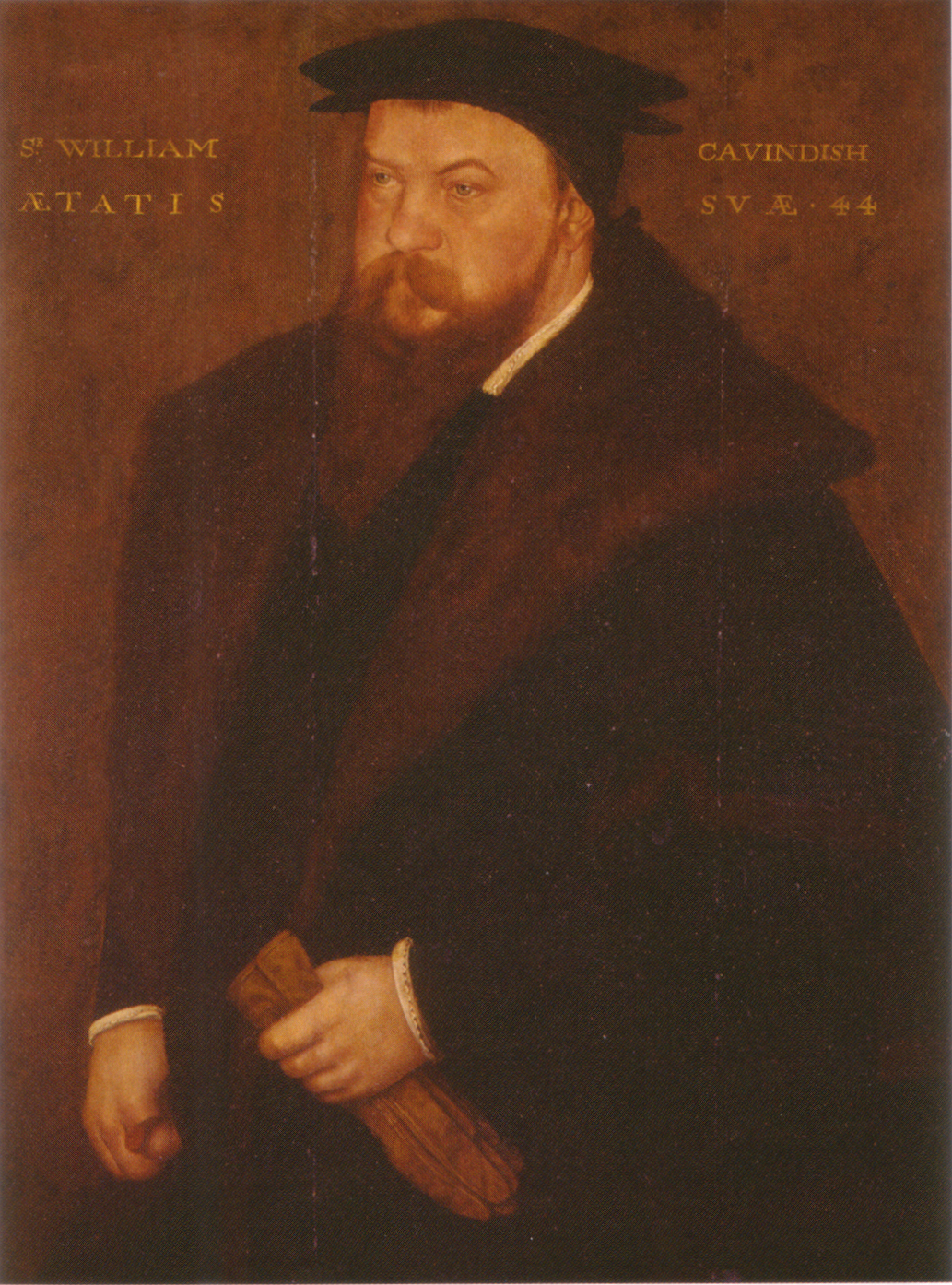
Ritratto di William Cavendish
John Bettes, 1547

I Cavendish non si distinsero particolarmente fino a quando, nel XVI secolo, William Cavendish si fece notare come membro della commissione istituita da Thomas Cromwell ("visitors of the monasteries") nell'ambito della dissoluzione dei monasteri voluta da re Enrico VIII Tudor quando decise di annettere alla Corona tutti i beni temporali della Chiesa cattolica. In seguito entrò a far parte del governo nell'ambito dell'Exchequer, organo amministrativo che si occupava di finanza. Grazie a questi incarichi aumentò enormemente il suo patrimonio tanto che venne accusato di avere approfittato della sua posizione durante la confisca dei beni ecclesiastici.

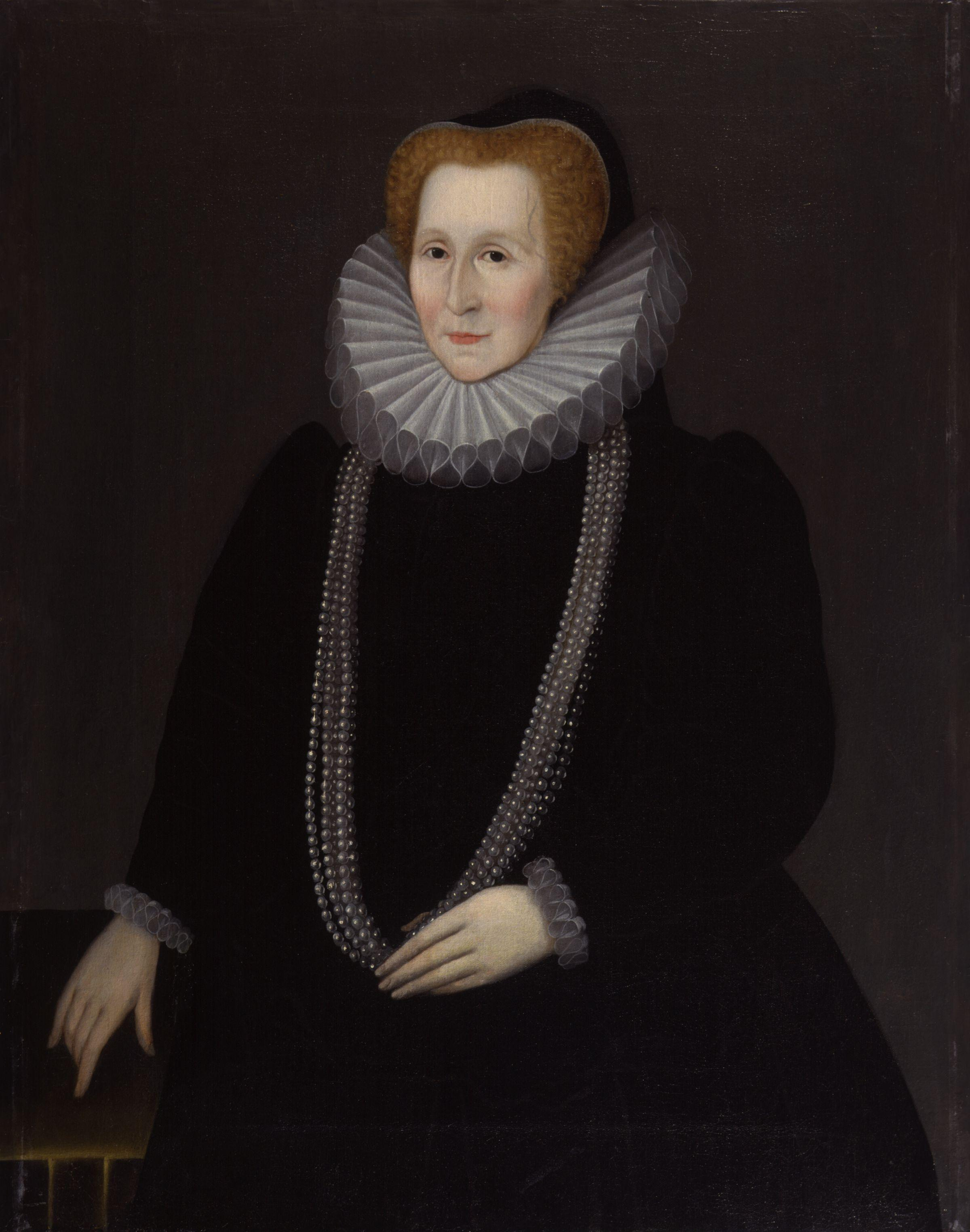
Bess di Hardwick ritratta da Rowland Lockley, 1592

Le sue due prime mogli morirono entrambe, lasciandogli solamente due figlie femmine. Così, nel 1547 sposò Bess di Hardwick. Cavendish vendette i suoi possedimenti nel Suffolk e si trasferì nel Derbyshire, regione natale della moglie. Nel 1552 Sir William diede inizio alla costruzione di Chatsworth House.
Nei dieci anni del loro matrimonio William e Bess ebbero otto figli di cui sono due raggiunsero la maggiore età. Alcuni dei discendenti di William Cavendish furono Duchi di Devonshire, altri Duchi di Newcastle. Una nipote di sir William, Arbella Stuart, fu candidata al trono d'Inghilterra nel 1603.

### Conti di Devonshire

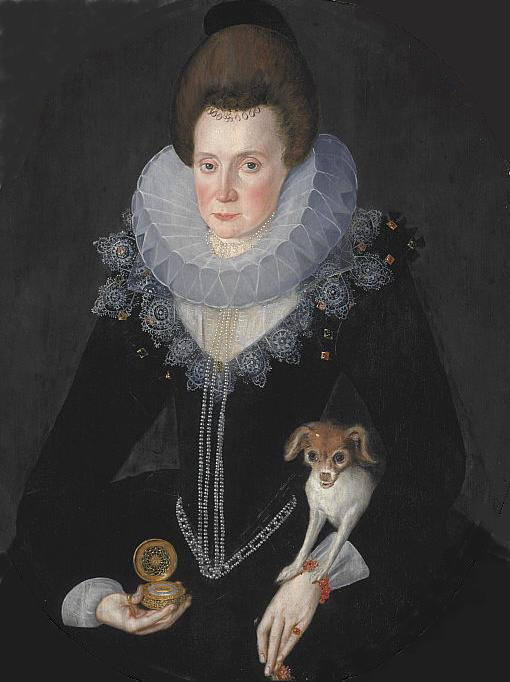
Arbella Stuart ritratta nel 1605 circa.

Il secondogenito di Sir William Cavendish e Bess di Hardwick, William, venne creato, nel 1605, Barone Cavendish di Hardwick, grazie alle raccomandazioni di sua nipote, Arbella Stuart. Partecipò alla colonizzazione delle Bermuda, e fu un sostenitore della colonizzazione della Virginia.
La morte di sua madre nel 1608 e la morte del fratello maggiore Henry nel 1616, gli diedero una grande fortuna. Era insieme a Giacomo I nel Wiltshire nel 1618, quando, il 2 agosto, fu creato Conte di Devonshire, mentre la corte alloggiava nel palazzo del vescovo di Salisbury; c'è chi sostiene abbia pagato 10.000 sterline per ottenere il titolo.

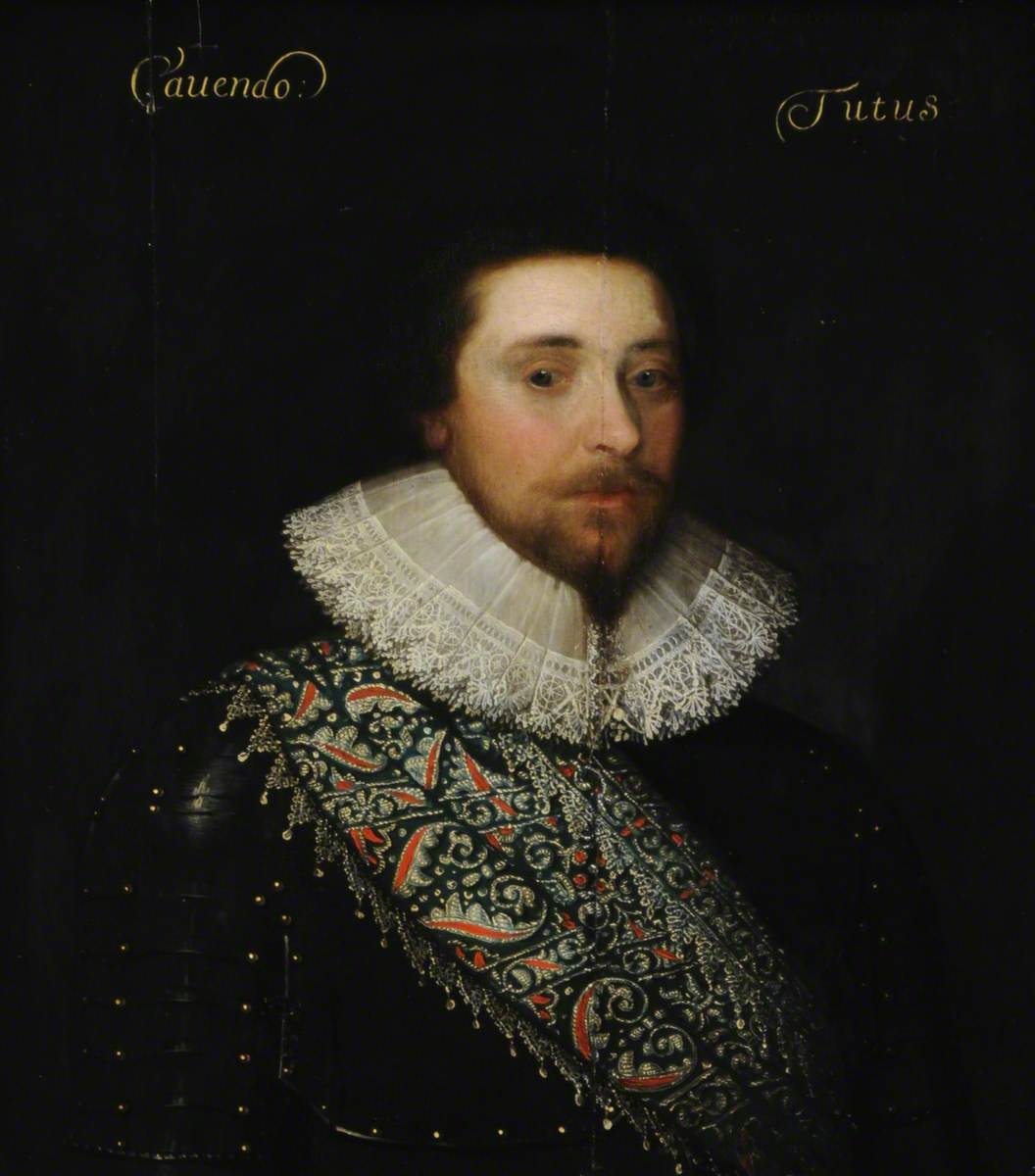
William Cavendish, II conte di Devonshire nel 1643

Il secondo figlio di William Cavendish, I conte di Devonshire, e della sua prima moglie Anne Keighley, William, venne educato dal filosofo Thomas Hobbes. Nominato cavaliere a Whitehall nel 1609, compì, come tutti i giovani rampolli della sua epoca, un Grand Tour, insieme a Hobbes, dove scoprì la Francia e l'Italia.
Nel 1614, fu eletto deputato al Parlamento per il Derbyshire. Egli divenne Lord Luogotenente del Derbyshire nel 1619. Nel 1621 è stato rieletto deputato per Derbyshire. Nel 1625 era presente al matrimonio di Carlo I con la principessa Enrichetta Maria.

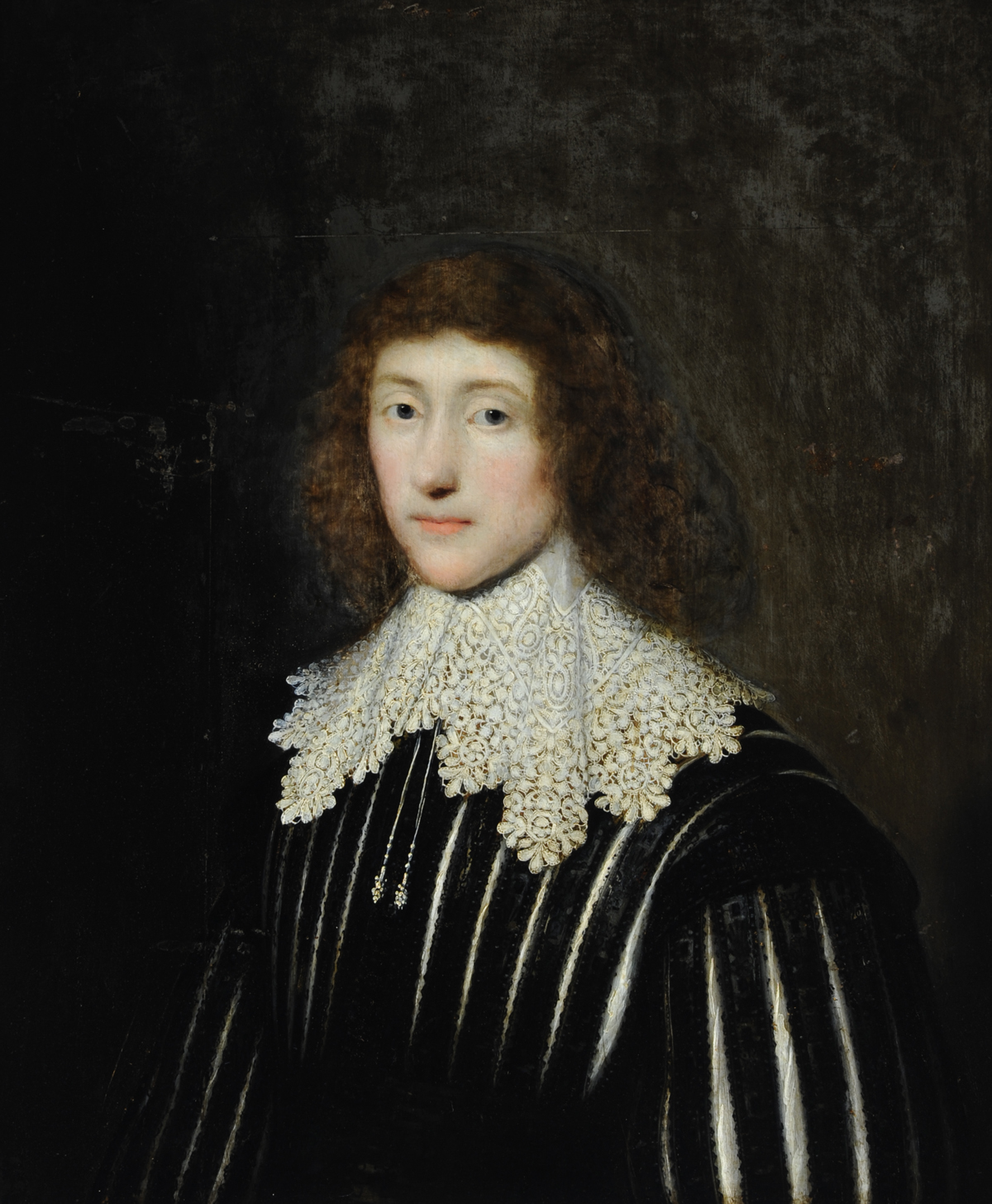
Ritratto di William Cavendish, III conte del Devonshire di Cornelis Janssens van Ceulen

William, il figlio maggiore di William Cavendish, II conte di Devonshire e di sua moglie Christiana, fu educato dalla madre con il suo vecchio tutore, padre Thomas Hobbes.
Venne nominato Cavaliere del Bagno all'incoronazione di Carlo I nel 1625. Era luogotenente del Derbyshire dal 13 novembre 1638 al 22 marzo 1642.
Venne esiliato nel 1642, ed i suoi beni furono sequestrati. Ritornò dal continente nel 1645, si presentò al Parlamento, dove fu perdonato per il suo negligenza nel 1646, e dovette pagare 5.000 sterline di multa.
Visse in ritiro con la madre a Latimer, nel Buckinghamshire.

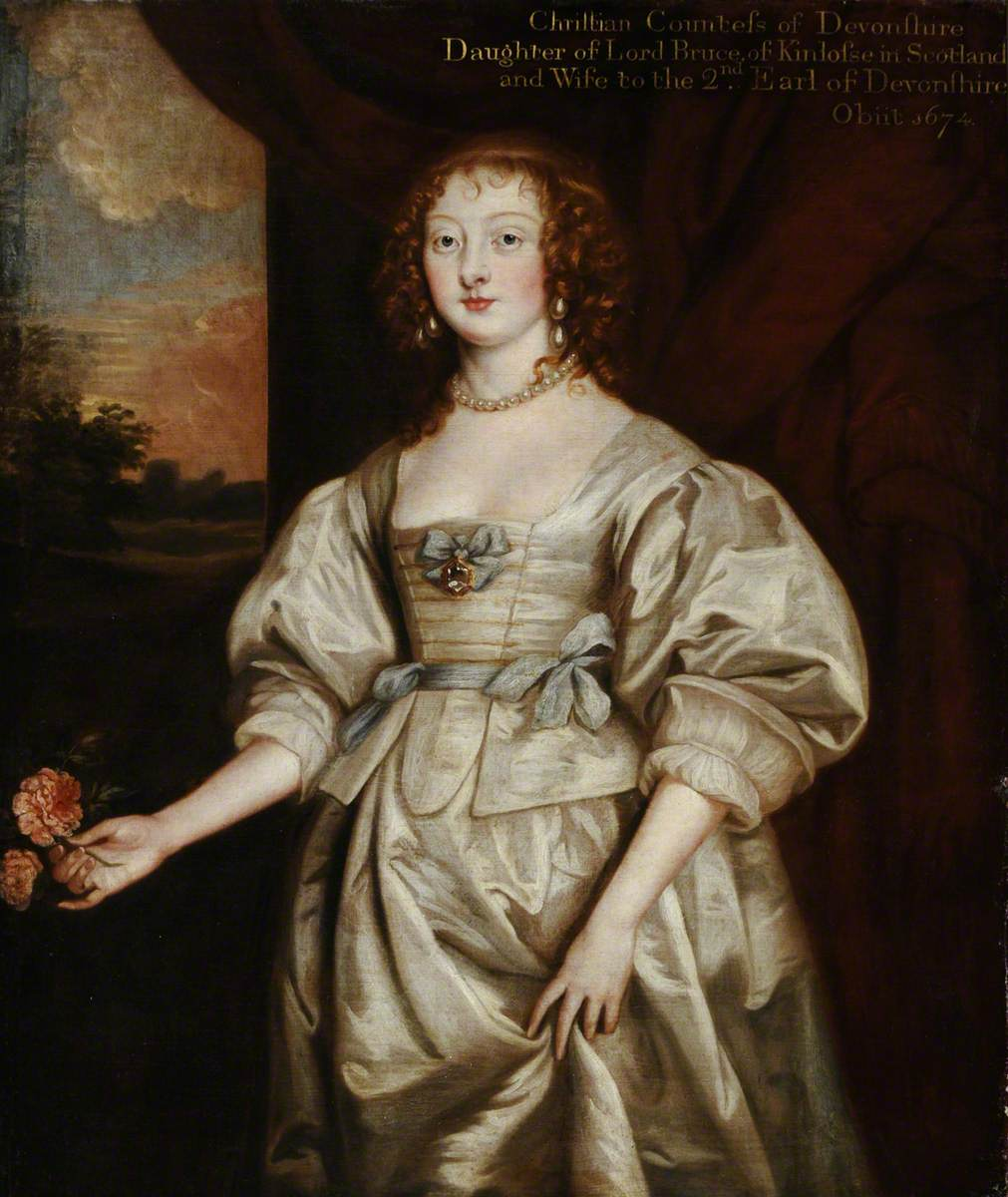
Lady Elizabeth Cecil, contessa del Devonshire ritratta da Antoon van Dyck nel 1640 circa

Sposò il 4 marzo 1639 Elizabeth, seconda figlia di William Cecil, II conte di Salisbury; questo matrimonio sancì la prima unione tra la Casa di Cavemdish e la potente famiglia Cecil.

### Duchi di Devonshire

#### XVII secolo

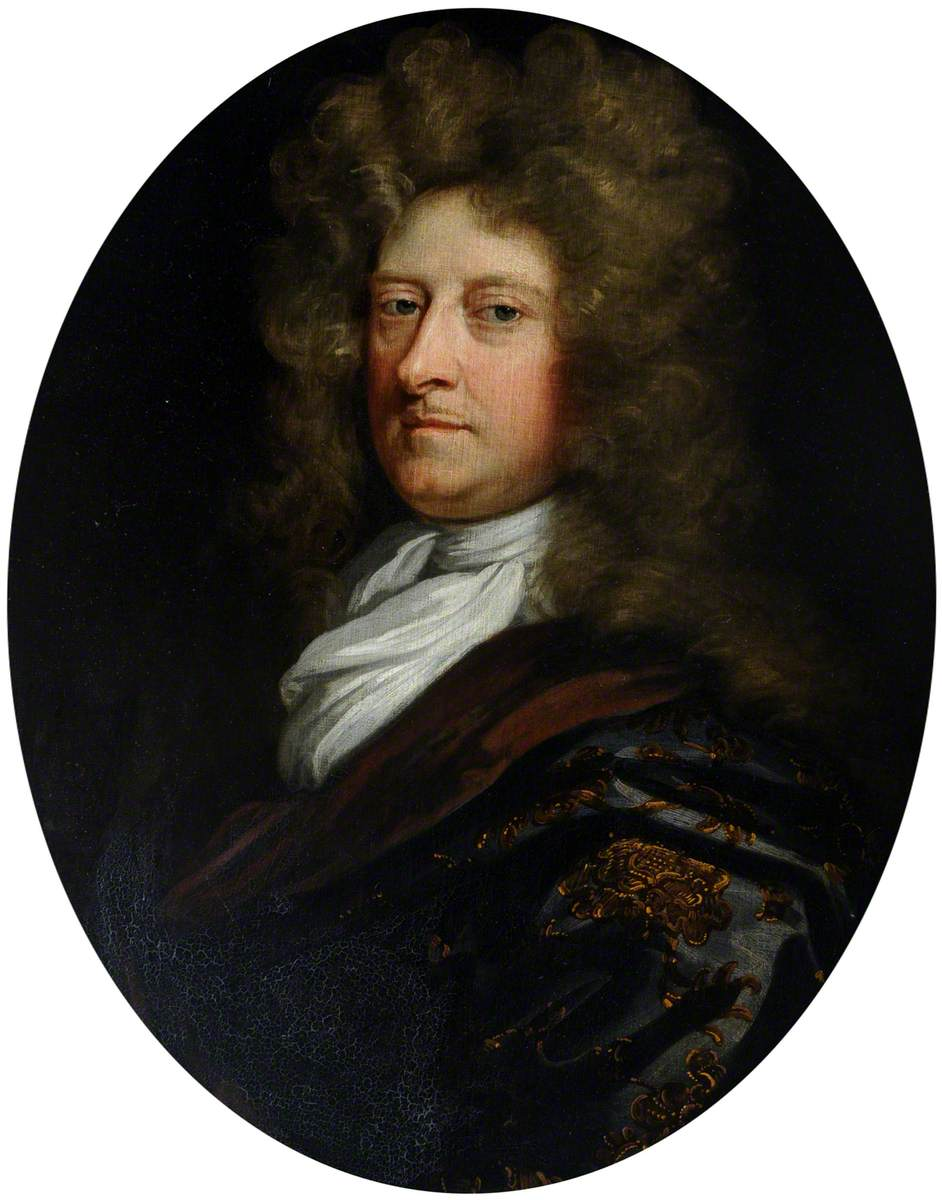
Ritratto di William Cavendish, I duca del Devonshire di sir Godfrey Kneller, 1700 circa

La coppia ebbe tre figli, il primo dei quali, William, succedette al padre al titolo comitale nel 1684 e poi si sedette nella Camera dei lord.
Sotto i regni di Carlo II Stuart e del fratello Giacomo II Stuart, Cavendish (noto come Lord Cavendish) si schierò in Parlamento con il partito Whig, contrario alla politica filoromana degli Stuart. Cavendish fu uno strenuo promotore della Gloriosa Rivoluzione che nel 1688 portò alla deposizione ed all'esilio del re cattolico Giacomo II; era stato proprio Cavendish, assieme ad altri sei gentiluomini, a redigere il celebre Invito a Guglielmo, missiva con la quale si richiedeva l'intervento a Londra del governatore dei Paesi Bassi, il principe d'Orange e futuro Guglielmo III d'Inghilterra. In seguito alla rivoluzione, sotto il regno di Guglielmo III, Cavendish divenne Lord Steward e gli fu concesso il titolo di Duca di Devonshire.

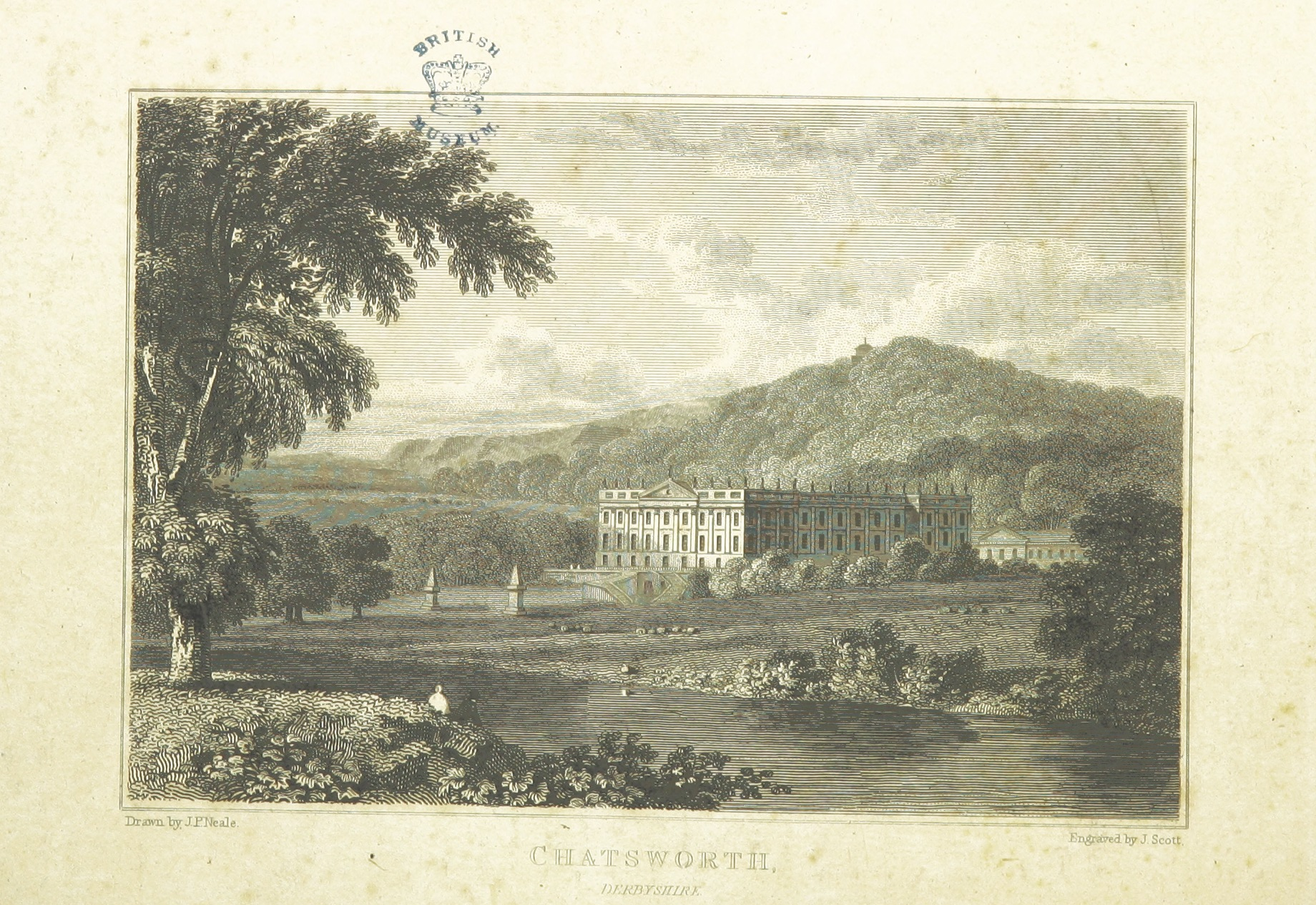
Chatsworth House in una stampa d'epoca

Si deve al Duca la riedificazione di Chatsworth House.

#### XVIII secolo

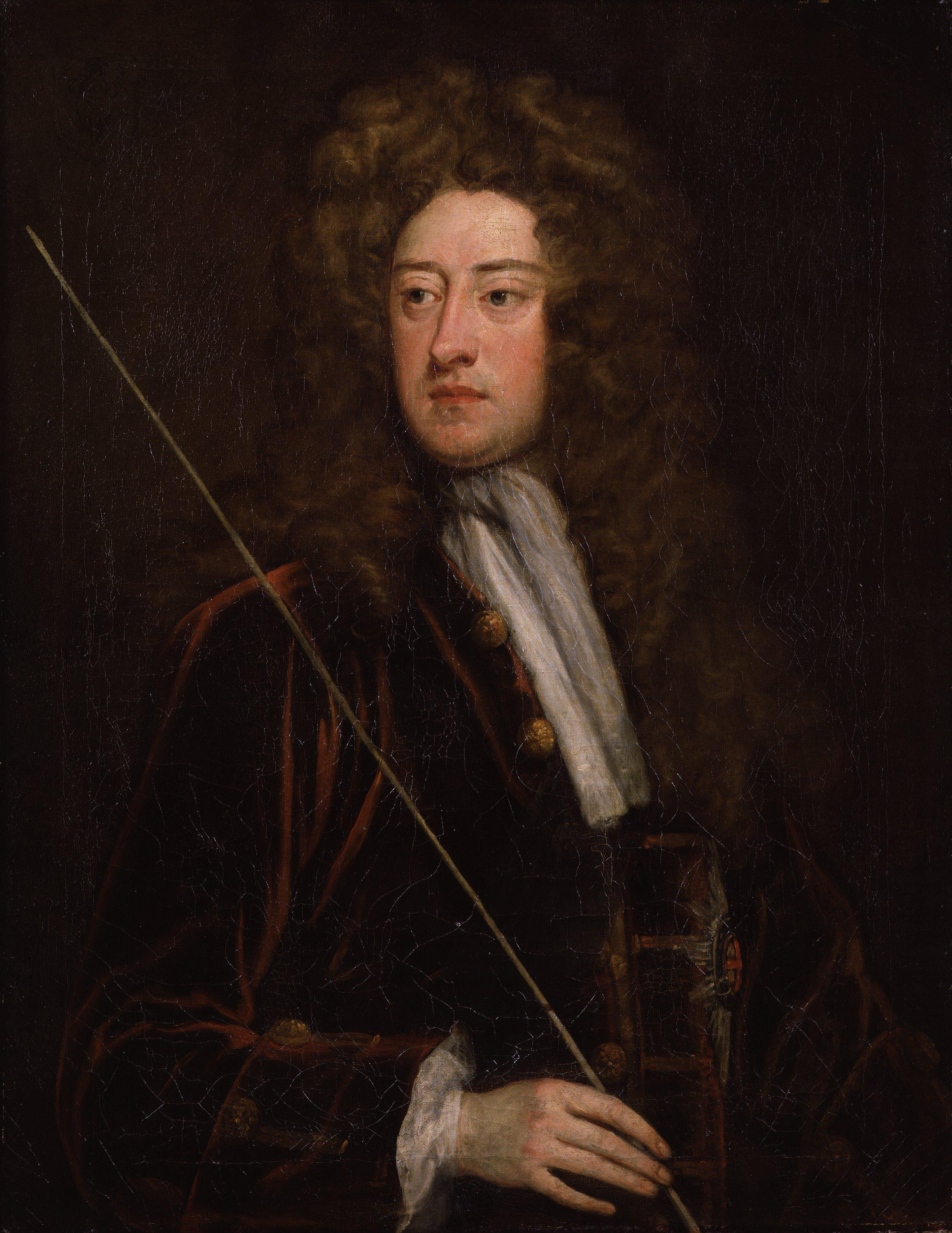
William Cavendish, II duca di Devonshire in un ritratto di Godfrey Kneller

Figlio maggiore ed erede del William Cavendish, I duca del Devonshire, e di sua moglie, Lady Mary Butler, William venne educato privatamente da precettori, in gioventù viaggiò all'estero intraprendendo un Grand Tour che toccò tappe come l'Austria, la Germania, i Paesi Bassi e l'Italia, visitando l'Università di Padova nel 1691.
Rientrato in patria, nel 1695 venne eletto alla Camera dei Comuni inglese quale rappresentante del Derbyshire, rimanendo in carica sino al 1701, per poi passare dal 1702 alla rappresentanza di Castle Rising per il Parlamento di Gran Bretagna. Durante questo periodo come parlamentare, egli si interessò in particolare alla sfera finanziaria dello Stato e nello specifico sugli effetti delle norme introdotte dal Parlamento e dalla Tesoreria a causa delle esigenze di guerra.
Il ruolo preminente ricoperto da William Cavendish nella Camera dei Comuni faceva quasi presagire che avrebbe potuto sostituire sir Charles Hedges al ruolo di Segretario di Stato, ma ad ogni modo nel gennaio del 1702 venne prescelto alla carica di capitano degli yeomen della guardia, un incarico cerimoniale che gli fruttava 1.000 sterline all'anno. Convinto sostenitore della causa degli Hannover per la loro successione al trono britannico, il 5 maggio scrisse una lettera di ringraziamento all'elettrice Sofia.
Nelle elezioni del 1702 accettò l'invito a candidarsi per lo Yorkshire. Durante questa sessione parlamentare, William Cavendish venne coinvolto in molti progetti legislativi, presentando il 9 dicembre 1702 un documento per incoraggiare e migliorare la produzione di vestiti da marinai in Inghilterra. Non mancò contemporaneamente di favorire la riorganizzazione del partito Whig per meglio sostenere gli scontri politici del tempo.
Dopo un soggiorno nello Yorkshire durante l'estate del 1704, con un occhio di riguardo alle successive elezioni, nel 1705 fece ritorno a Londra per aiutare gli Whig col proprio sostegno politico.
Il 18 agosto 1707 William Cavendish succedette al padre al titolo di II duca di Devonshire ed ebbe quindi il diritto di sedere nella Camera dei Lords. Il deputato James Brydges così commentò questo passaggio: "perdiamo con questo spostamento alla Camera dei Lords una buona fetta di membri della Camera dei Comuni, una perdita che non sarà così facilmente riparata". Due giorni dopo la morte del padre, Cavendish venne ammesso anche nel Consiglio Privato del Re e per due volte, dal 1716 al 1717 e dal 1725 al 1729 ricoprì la carica di Lord President of the Council. Durante questo periodo fece parte della commissione che si occupava dei rapporti d'unione tra Scozia ed Inghilterra.

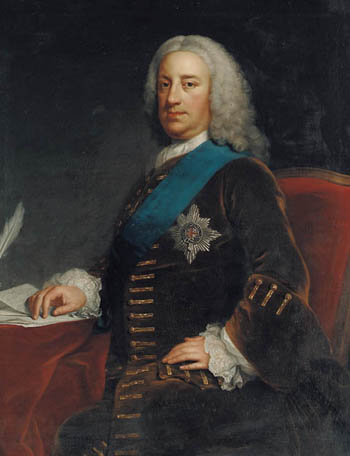
William Cavendish, III duca di Devonshire

William Cavendish era figlio maggiore ed erede del William Cavendish, II duca del Devonshire, e di sua moglie, Lady Rachel Russell e studiò al New College di Oxford.
Intraprese la carriera politica come il padre e il nonno divenendo deputato del Whig per la circoscrizione elettorale di Lostwithiel (1721-1724). Venne nominato Lord Steward of the Household (1723-1737), come già aveva fatto suo padre, rappresentò Grampound (1724-1727) e Huntingdonshire (1727-1729).
Il 4 giugno 1729, alla morte del padre, gli succedette nel titolo di Duca di Devonshire e passò dunque alla Camera dei Lords. Nel 1731 entrò a far parte del Consiglio Privato ed ebbe la carica di Lord del sigillo privato (1731-1733). Infine, sempre nel 1733, divenne cavaliere dell'Ordine della Giarrettiera. È stato Lord Luogotenente d'Irlanda (1737-1747) e Lord Steward of the Household (1745-1749). Fu inoltre uno dei fondatori del Foundling Hospital, ricovero per bambini ed indigenti.

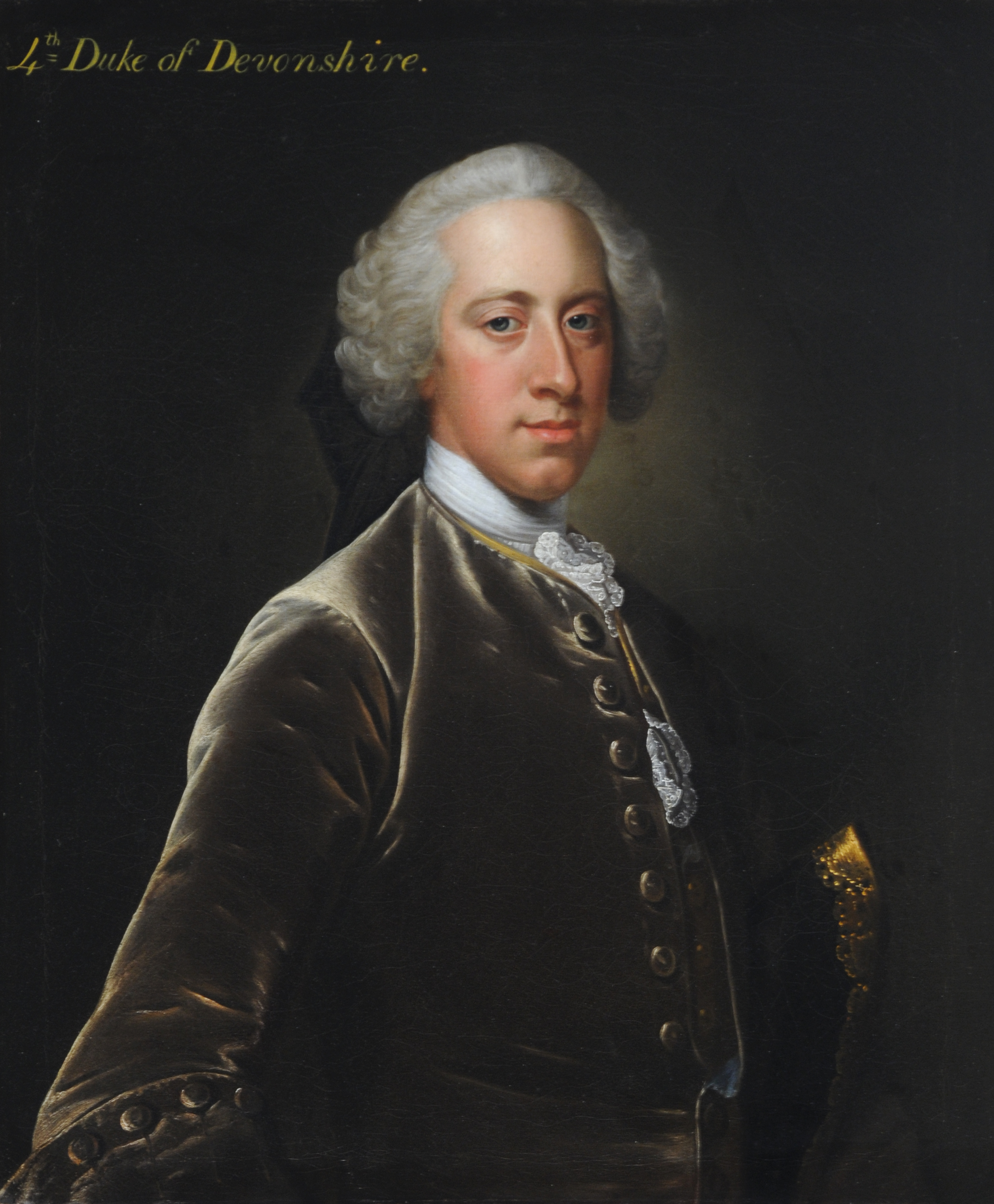
Ritratto di William Cavendish, IV duca di Devonshire di Thomas Hudson. Oggi, questo dipinto fa parte della National Trust

Nato l'8 maggio 1720 a Londra, William era figlio di William Cavendish, III duca di Devonshire e di Catherine Hoskins.
Uno dei suoi avi era William Cavendish, I duca di Devonshire, uno dei redattori dell'Invito a Guglielmo III d'Orange-Nassau a salire sul trono d'Inghilterra.
Eletto membro del Parlamento britannico per il Derbyshire nel 1741 e nuovamente nel 1747, il Duca di Devonshire fu uno strenuo sostenitore della politica di sir Robert Walpole e, dopo la caduta di quest'ultimo, si legò al suo successore Pelham. Henry Pelham scrisse al padre di William per lodarne il figlio: "il nostro stare in mezzo ai giovani ci permetterà di fare meraviglie".
Horace Walpole lo descrisse come "uno dei favoriti per discendenza degli Old Whigs" e "errante bigotto della fazione di Pelham come Jacques Clément fu per i Gesuiti".
Stimato anche a corte, Pelham lo nominò Master of the House, incarico che mantenne sino al 1755 e che lo obbligò a lasciare la Camera dei Comuni per assurgere alla Camera dei Lord attraverso uno writ of acceleration come Barone Cavendish e divenne anche membro del Privy Council. Devonshire supportò, inoltre, il Duca di Newcastle, dopo la morte di Henry Pelham nel 1754 e divenne Lord Luogotenente d'Irlanda dal 2 aprile 1755 al 3 gennaio 1757 durante l'amministrazione di Newcastle. Nell'aprile del 1755 fu uno dei Lord Justices del reame durante l'assenza del Re, recatosi in visita nell'Hannover.

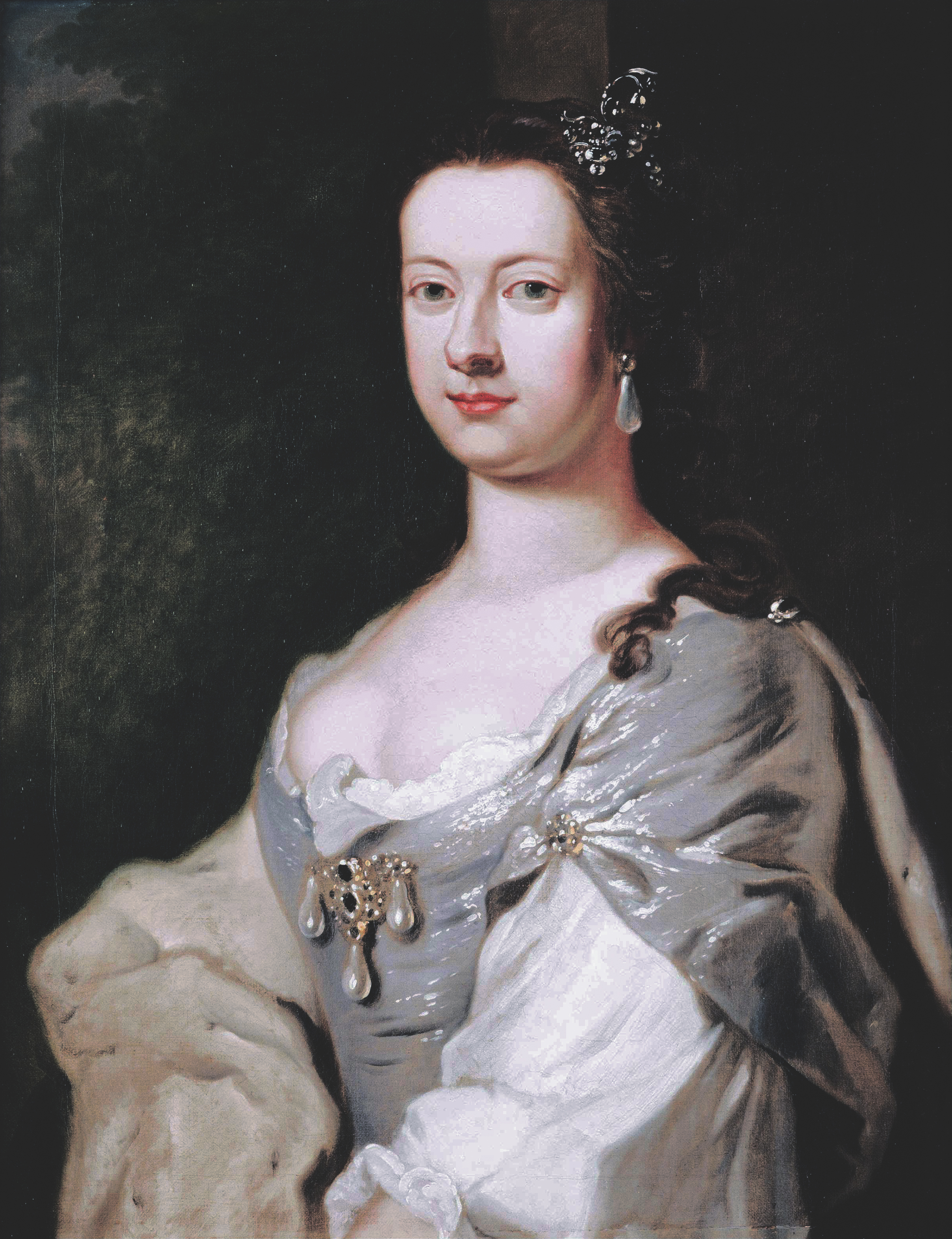
Un ritratto di Lady Charlotte Elizabeth Boyle, VI baronessa Clifford custodito a Chiswick House

Il Duca di Devonshire sposò il 27 marzo 1748 a Pall Mall, Londra, Lady Charlotte Elizabeth Boyle, VI baronessa Clifford (1731 – 1754), figlia ed erede di Richard Boyle, III conte di Burlington, famoso architetto e collezionista di oggetti d'arte. Attraverso di lei, i Duchi di Devonshire ereditarono le residenze di Chiswick House e Burlington House a Londra, Bolton Abbey e Londesborough Hall nello Yorkshire e Lismore Castle nella contea di Waterford, in Irlanda. Il Duca si servì di Capability Brown per ridisegnare i giardini e il parco di Chatsworth House, che rese la sua primaria residenza londinese. Chiamò al proprio servizio anche James Paine per disegnarne un nuovo ampliamento.
Devonshire ascese, alla morte di suo padre nel dicembre del 1755, ai titoli paterni, tra cui quello di Duca di Devonshire.
La Guerra dei Sette anni nel frattempo stava provocando ingenti perdite per la Gran Bretagna sotto la leadership del Duca di Newcastle e quando quest'ultimo venne costretto a dare le sue dimissioni nell'ottobre del 1756, Giorgio II chiese al Duca di Devonshire di tenere le redini del governo. Devonshire accettò l'incarico alla condizione che il suo termine avesse fine dopo la conclusione della sessione parlamentare fino a nuove elezioni.
Il Duca di Devonshire ottenne, dunque, il cavalierato dell'Ordine della Giarrettiera e venne nominato First Lord of the Treasury nel novembre del 1756 e prestò servizio a tale incarico sino al maggio del 1757 in un'amministrazione effettivamente guidata da William Pitt, I conte di Chatham. L'amministrazione Devonshire assicurò però la crescita di soldi utili alla guerra, le truppe vennero inviate in America e venne approvato il Militia Act.
L'amministrazione si concluse però nel giro di breve tempo per una serie di motivi, inclusa l'opposizione di Giorgio II e la contestata esecuzione dell'ammiraglio John Byng. Dopo la fine del suo mandato, il Duca di Devonshire venne rimpiazzato nuovamente dal Duca di Newcastle che includeva nella sua nuova formazione anche Pitt, Henry Fox e John Russell, IV duca di Bedford. Questo nuovo governo condusse la Gran Bretagna alla conclusione positiva della guerra ed al termine delle ostilità.

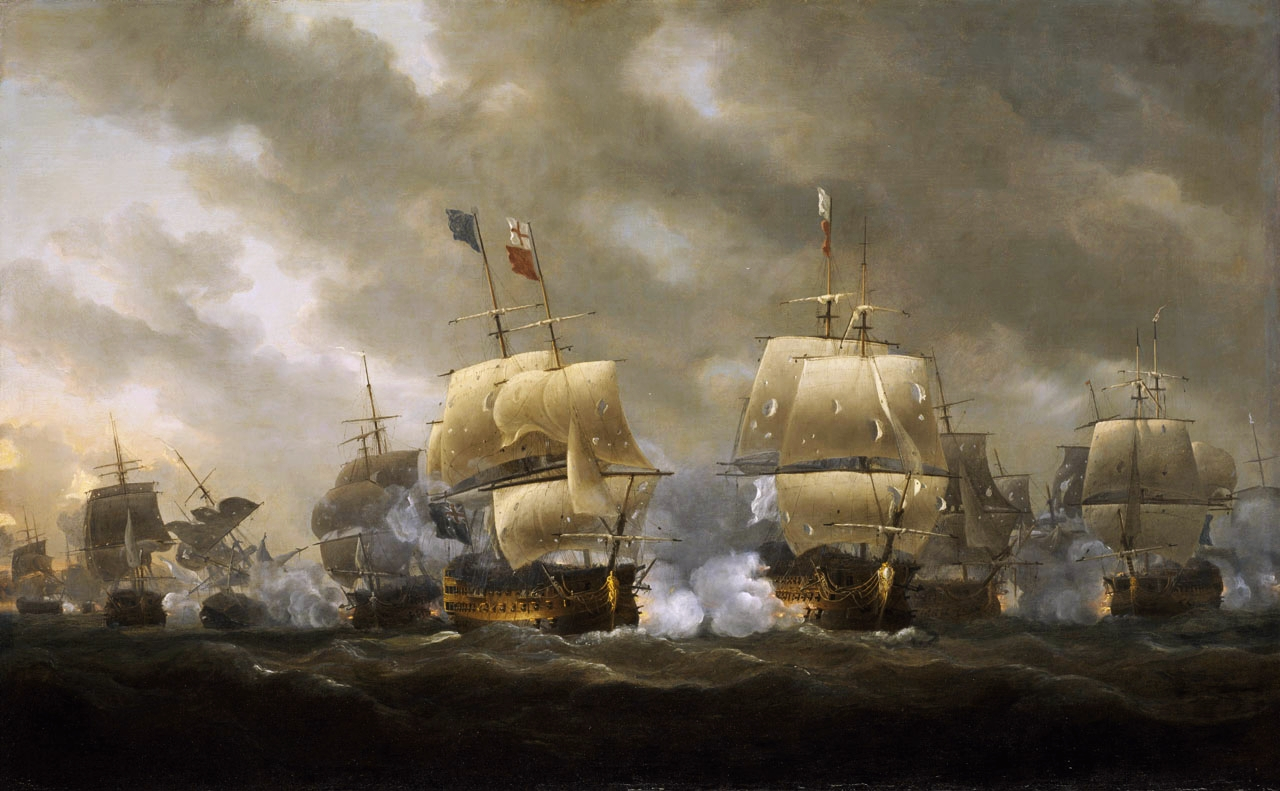
Il 1759 venne conosciuto col nome di Annus Mirabilis dopo che gli inglesi vinsero molte battaglie sul continente e per mare. Nel novembre di quell'anno la Francia aveva pianificato l'invasione della Gran Bretagna che però si era risolta in una grande sconfitta a Quiberon. Gran parte del merito andò a Pitt piuttosto che a Newcastle

Devonshire, dopo le proprie dimissioni, venne nominato Lord Ciambellano nel governo del Duca di Newcastle e le sue relazioni col suo successore si fecero sempre più strette. Giorgio II morì nell'ottobre del 1760 e venne succeduto da suo nipote Giorgio III, che era sospettoso nei confronti dei Duchi di Devonshire e Newcastle. Quando Newcastle diede le proprie dimissioni nel maggio del 1762, il Duca di Devonshire disse che egli avrebbe frequentato solo raramente i consigli indetti da Lord Bute. Quando nell'ottobre di quell'anno Giorgio III richiese che il gabinetto di governo stilasse le condizioni di pace della guerra da poco finita, Devonshire declinò la partecipazione adducendo la scusa di avere conoscenze inadeguate in materia. Il 28 ottobre, viaggiando da Kew a Londra, il Re vide una carrozza con a bordo i Duchi di Devonshire e Newcastle e pensò che i due duchi si fossero rassegnati all'idea di dare le loro dimissioni e questo era lo scopo del Duca di Devonshire. Quando però il Duca giunse a Londra, Giorgio III si rifiutò di vederlo e come scrisse più tardi "Ordinai al paggio di dirgli che non volevo vederlo, e che se avesse chiesto se avesse potuto andarsene di rispondere che doveva ricevere dei miei ordini. Mentre se ne andava dissi ad alta voce "Dio vi benedica, passerà molto tempo prima che noi ci rincontreremo"." Durante un incontro con il suo consiglio privato quattro giorni più tardi, il Re personalmente cancellò il nome del Duca di Devonshire dalla sua lista di consiglieri. Secondo uno dei suoi biografi, John Brooke, "Molte cose nella lunga vita di re Giorgio III lo misero in cattiva luce".
Devonshire diede le proprie dimissioni da Lord Luogotenente del Derbyshire in solidarietà con il Duca di Newcastle e col Marchese di Rockingham che fecero la medesima cosa.
Da sempre egli aveva avuto una debole costituzione e gradualmente, crescendo, si era ammalato sempre più. Egli morì nei Paesi Bassi austriaci a Spa (attuale Belgio) ove era solito recarsi per delle cure termali. La sua morte fu una grande perdita per i suoi alleati politici. Morendo a 44 anni e 147 giorni di vita egli fu il Primo Ministro a morire più giovane nella storia inglese.

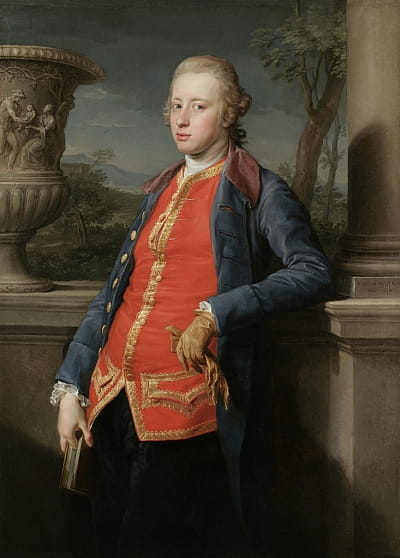
William Cavendish, V duca di Devonshire in un ritratto di Pompeo Batoni

Gli successe il figlio maggiore William Cavendish, che venne subito eletto, fino al 1793, Lord Alto Tesoriere d'Irlanda.
Il quinto Duca, che non fu un politico di spicco come i suoi predecessori, è noto soprattutto per il ruolo avuto nella società dell'epoca dalla sua prima moglie, Georgiana Spencer. Georgiana, donna di grande bellezza e di altrettanto fascino e carisma dettò la moda del tempo e radunò attorno a sé una cerchia di letterati e politici. Viaggiò molto, divenendo persino amica della regina di Francia Maria Antonietta.

Georgiana, Duchessa del Devonshire
Thomas Gainsborough, 1783

La Duchessa fu ritratta da pittori come Thomas Gainsborough e Joshua Reynolds. Prima di sposare Lady Elizabeth Foster, nata Elizabeth Hervey, dalla quale aveva precedentemente avuto due figli illegittimi, la coppia ebbe due figlie ed un figlio maschio, il futuro sesto Duca di Devonshire.

#### XIX secolo

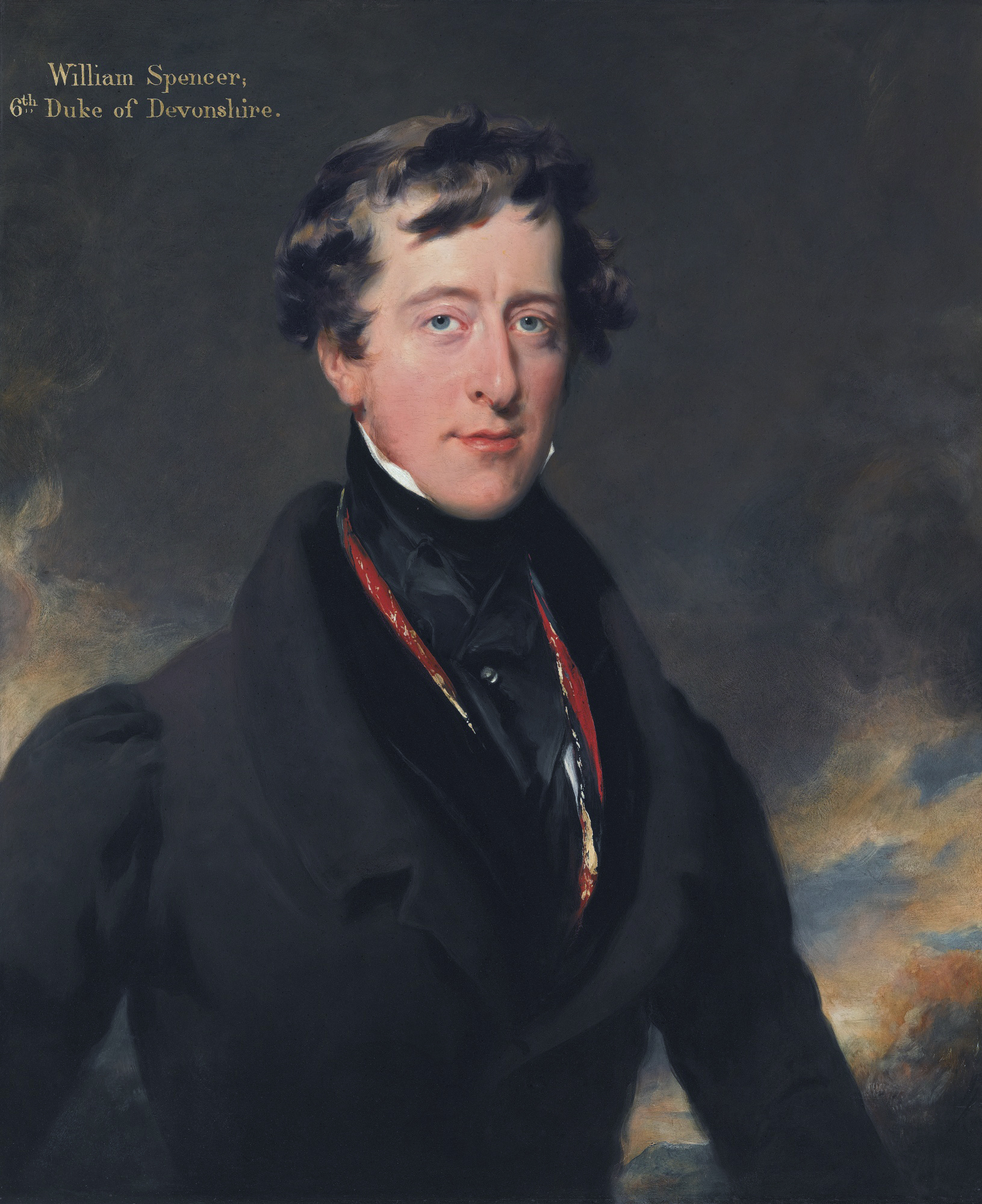
William Cavendish, VI duca di Devonshire ritratto da Sir Thomas Lawrence

Quest'ultimo, che ebbe il titolo di Marchese di Hartington dalla nascita al 1811, nacque a Parigi. Il giovane William studiò prima alla Harrow School di Londra e poi al Trinity College di Cambridge. La madre morì nel 1806, il padre nel 1811. Alla morte del padre William Cavendish divenne il sesto Duca del Devonshire, a soli ventuno anni. Con il titolo, Cavendish ereditò anche un grande patrimonio composto da otto Stately homes, grandi magioni simbolo della potenza delle maggiori famiglie inglesi, e circa 200.000 acri di terreno.
Politicamente, il sesto Duca si schierò, come era tradizione nella sua famiglia, con il partito Whig. Supportò infatti l'Emancipazione cattolica, si schierò contro la schiavitù coloniale e propose una riduzione delle ore di lavoro nelle fabbriche.
Ricoprì la carica di Lord Ciambellano sotto i governi di George Canning e di Lord Goderich dal 1827 al 1828 ed in seguito sotto i governi di Lord Grey e di Lord Melbourne (entrambi suoi cugini per matrimonio) dal 1830 al 1834. Nel 1826 venne inviato come ambasciatore straordinario in Russia per l'incoronazione dello zar Nicola I mentre nel 1827 entrò a far parte del Consiglio privato e fu nominato cavaliere dell'Ordine della Giarrettiera.

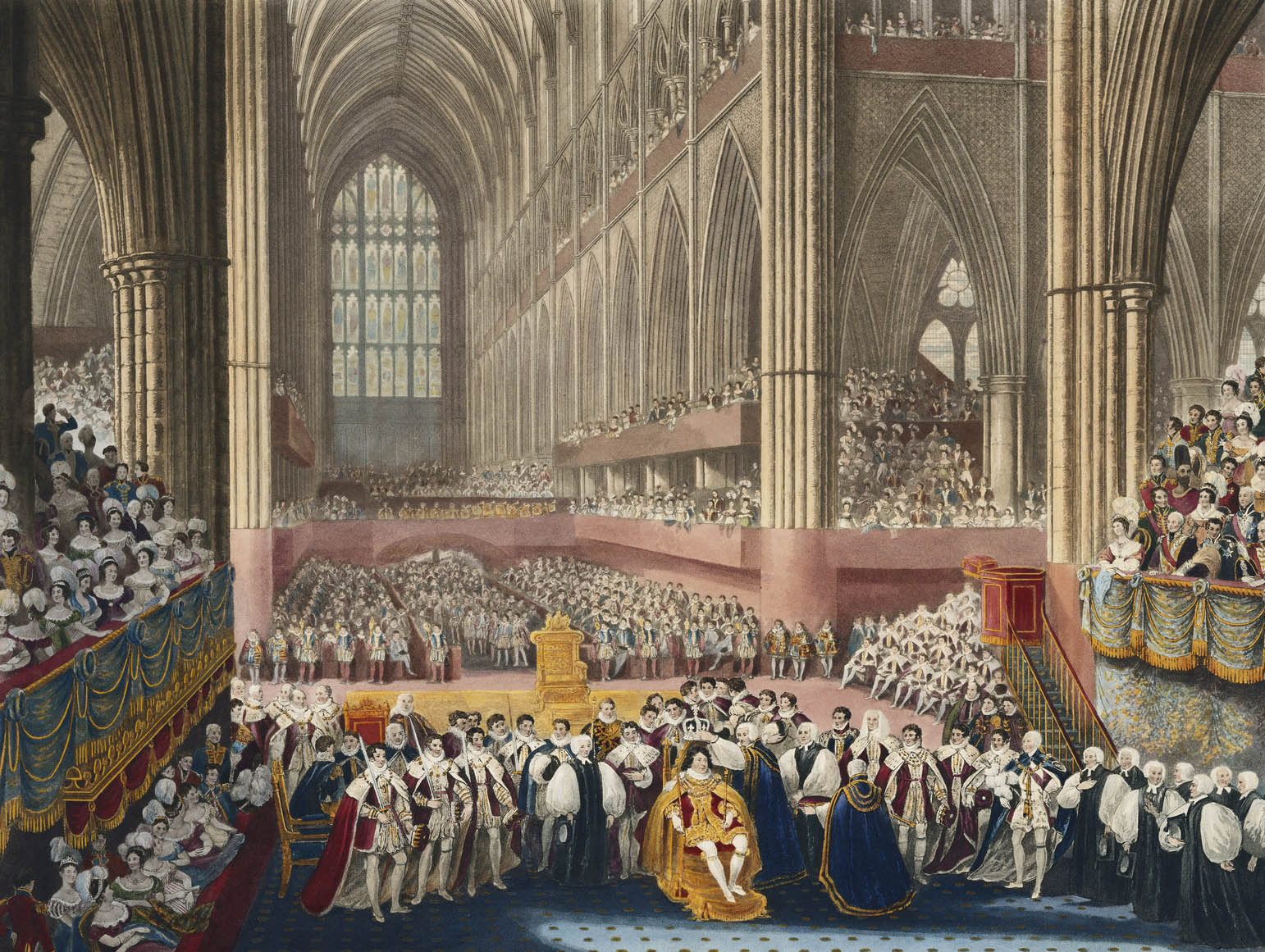
Incoronazione di re Giorgio IV

Devonshire fu inoltre Lord Luogotenente di Derbyshire tra il 1811 e il 1858 ed ebbe l'onore, in quanto uno dei maggiori pari del regno, di portare il Globo crucigero durante l'incoronazione di re Giorgio IV nel 1821.
Devonshire fu molto amico del Principe Reggente e conobbe personalmente personaggi come Antonio Canova e Charles Dickens. Il Duca fu, nella vita privata, un interessato amante della botanica e concesse numerosi privilegi e favori a varie associazioni di studio di botanica, sinché nel 1838 non divenne Presidente della Royal Horticultural Society.

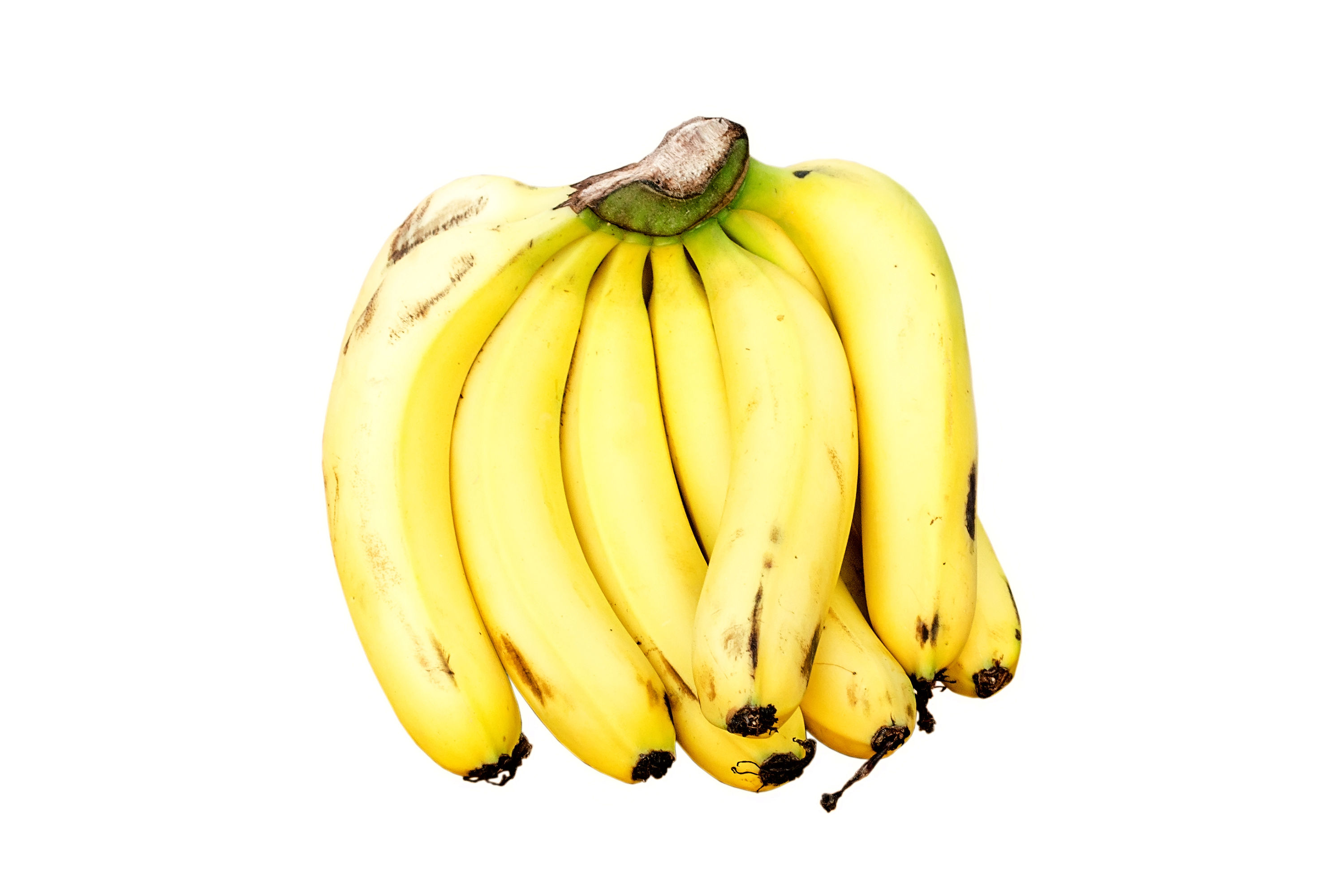
Un casco di banane Cavendish

La cultivar di banana attualmente più diffusa al mondo, la Cavendish, venne così chiamata proprio in onore del Duca di Devonshire che ne acquistò uno dei primi esemplari e dalle serre del quale la cultivar fu sviluppata per la commercializzazione.
Devonshire non si sposò mai e morì sessantasettenne nella residenza di Hardwick Hall, nel Derbyshire. Il titolo ducale passò così a suo cugino William Cavendish, II conte di Burlington.

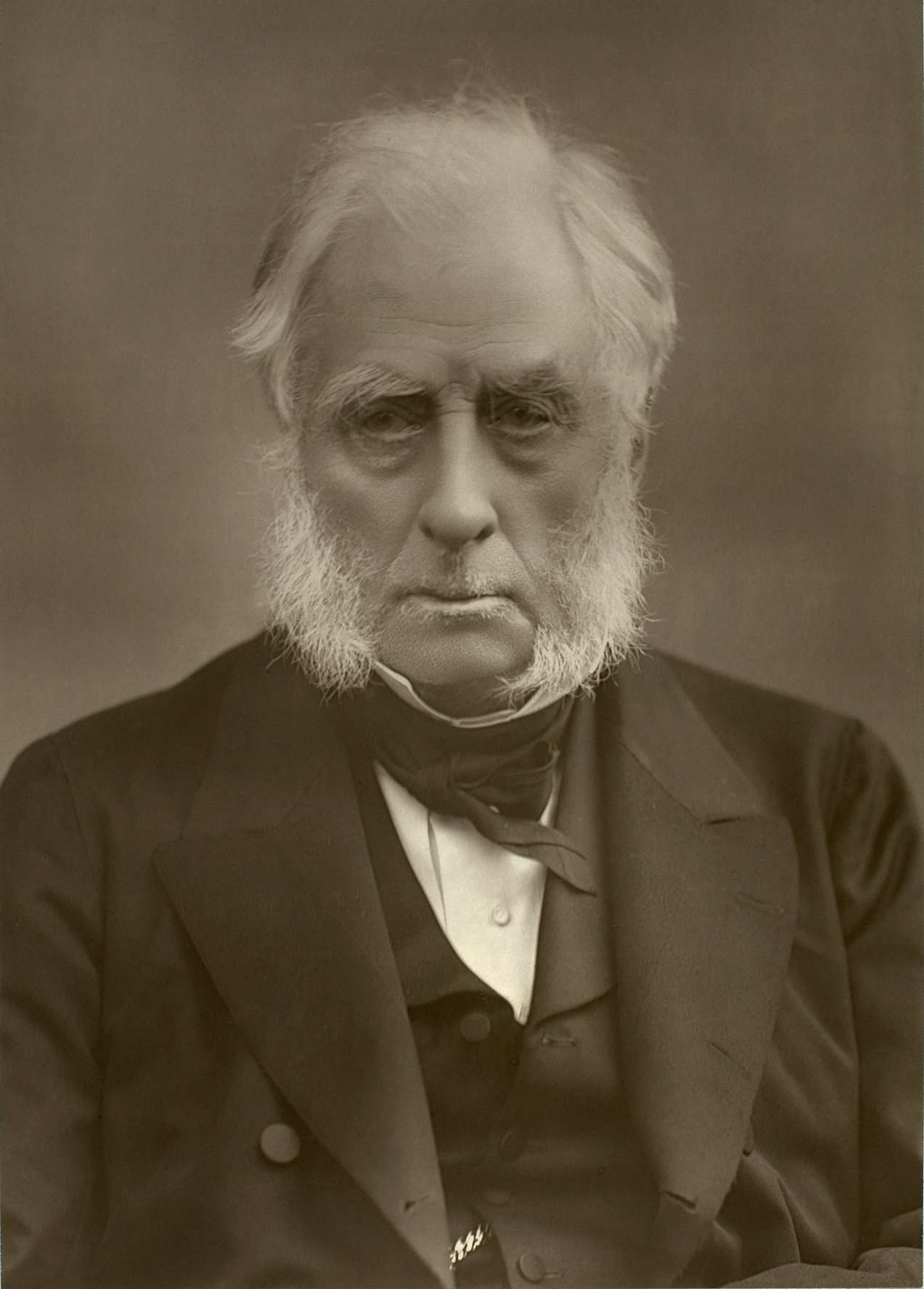
William Cavendish, VII duca di Devonshire, già II conte di Burlington fotografato negli anni 80 dell'Ottocento

William era figlio del parlamentare William Cavendish (1783-1812), nipote del primo Conte di Burlington e quindi pronipote del quarto Duca di Devonshire. Dal 1831 al 1834 ebbe il titolo di Lord Cavendish di Keighley; alla morte del padre divenne il secondo Conte di Burlington.
Studiò prima presso Eton ed in seguito al Trinity College di Cambridge. Nel 1834 divenne pari del regno ottenendo il titolo di Conte di Burlington, mentre nel 1858 assunse il titolo di Duca di Devonshire. Il cugino William Cavendish, VI duca di Devonshire, era infatti morto senza eredi diretti.
Tra il 1836 e il 1856 fu Cancelliere dell'Università di Londra mentre dal 1861 al 1891 fu Cancelliere dell'Università di Cambridge. Presso Cambridge contribuì alla realizzazione di un laboratorio nella sezione di studi di fisica che ancora oggi porta il suo nome, il Cavendish Laboratory. Nella città, costruita nel 1840, di Barrow-in-Furness, Lord Devonshire fece grossi investimenti sull'industria pesante, che tuttavia si rivelarono un insuccesso economico.
Dopo che nel 1871 la sua dimora di campagna di Holker Hall venne parzialmente distrutta dalle fiamme, Devonshire la fece ricostruire. La grande disponibilità economica di Cavendish derivava anche dal fatto che il settimo Duca aveva ereditato numerosi territori presso Eastbourne da suo nonno Lord George Augustus Henry Cavendish.

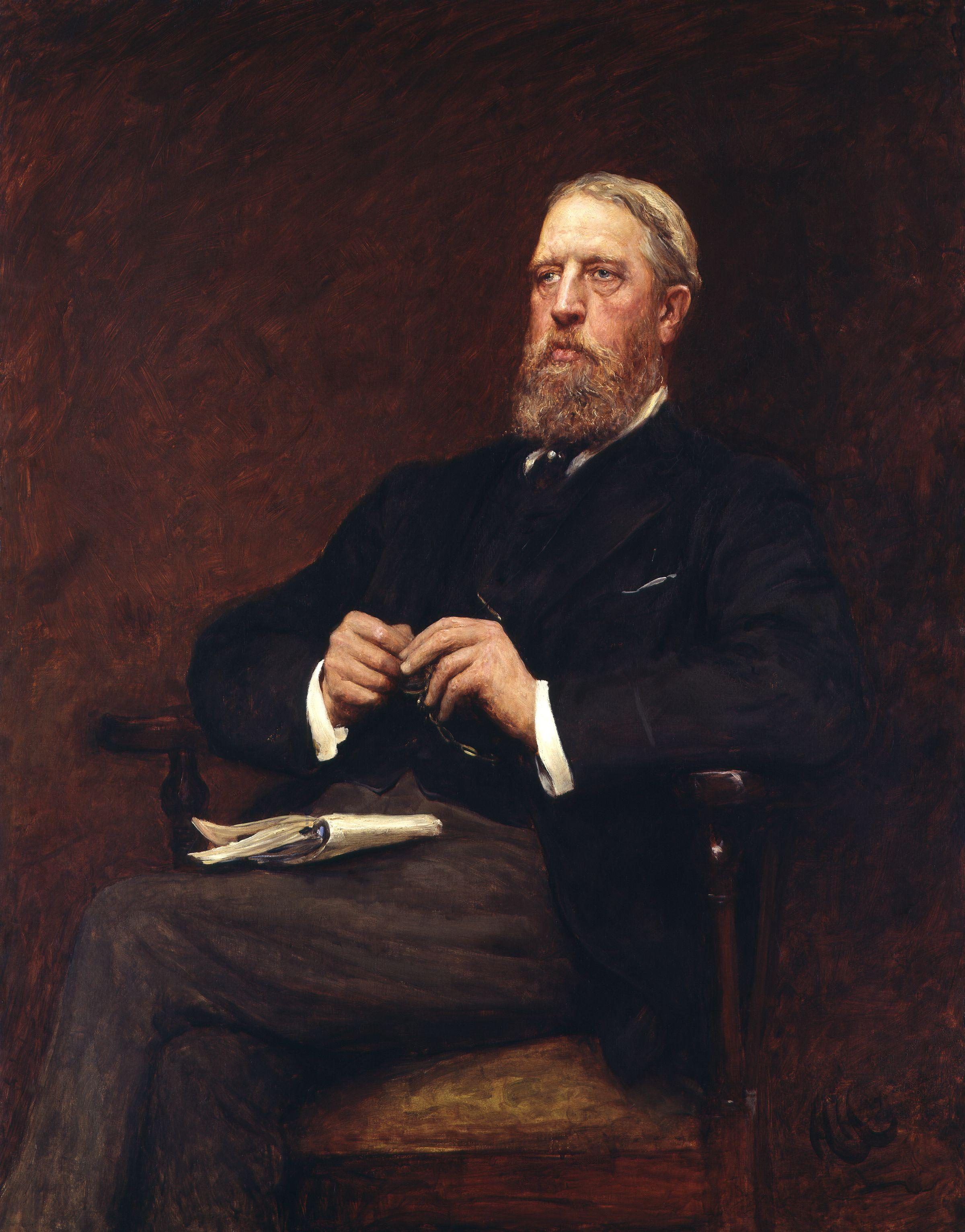
Spencer Cavendish, VIII duca di Devonshire ritratto da Sir Hubert von Herkomer

Suo figlio, Spencer per parte di madre discendeva da un ramo cadetto dei Duchi di Norfolk, la prima famiglia della nobiltà britannica e da Thomas Howard, IV duca di Norfolk, che aveva ordito una congiura cattolica con Maria Stuarda contro Elisabetta I; fu Marchese di Hartington finché ereditò dal padre il titolo di VIII Duca di Devonshire nel 1891. Suoi avi erano inoltre Lord William Cavendish, IV duca di Devonshire e Lord William Cevendish, I duca di Devonshire; il primo era stato governatore delle Fiandre e primo ministro sotto Giorgio II e Giorgio III, mentre il secondo era stato uno dei ministri avversi agli Stuart che aveva proposto a Guglielmo III d'Orange-Nassau di salire sul trono inglese.
Studiò al Trinity College di Cambridge e da giovanissimo entrò nella Camera dei Lord del Parlamento, nella quale rimase dal 1857 al 1863, militando, come era tradizione nella sua famiglia nel partito liberale.
Nel 1874 fu Lord dell'Ammiragliato, Gran Segretario d'Irlanda e Ministro delle Poste e dei Trasporti.
Si candidò invano alla carica di Primo Ministro insieme all'amico William Ewart Gladstone contro Benjamin Disraeli, favorito della regina Vittoria e leader del Tory.

#### XX secolo

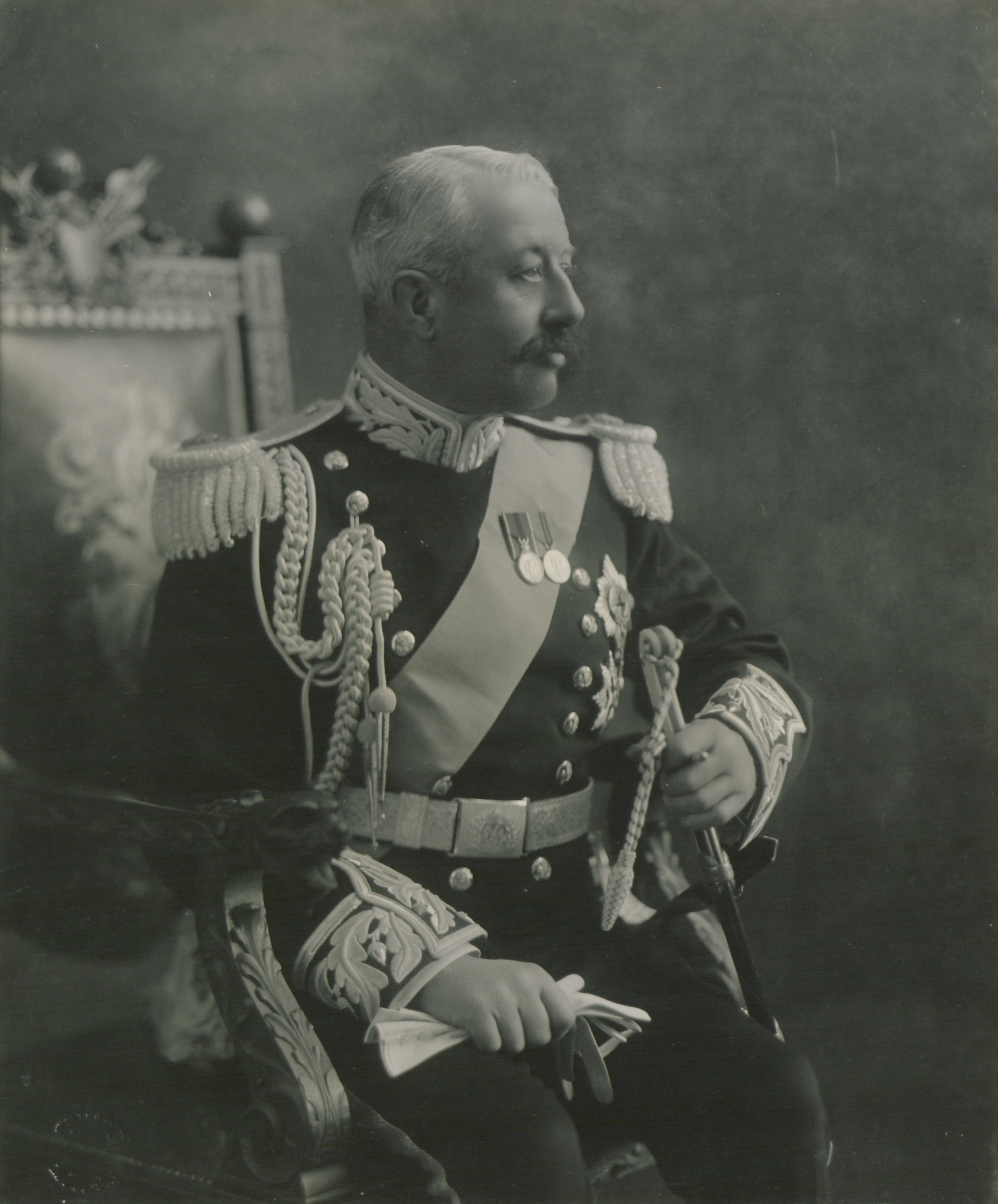
Victor Cavendish, IX duca di Devonshire in una fotografia d'epoca

Victor Cavendish nacque a Marylebone presso Londra, Inghilterra, figlio primogenito di Lord Edward Cavendish (terzo figlio a sua volta di William Cavendish, VII duca di Devonshire), e di Emma Lascelles, figlia di William Lascelles e cugina di Lord Edward Cavendish. Il fratello maggiore di Victor era Lord Richard Cavendish mentre suo zio era dunque Spencer Cavendish, VIII duca di Devonshire.

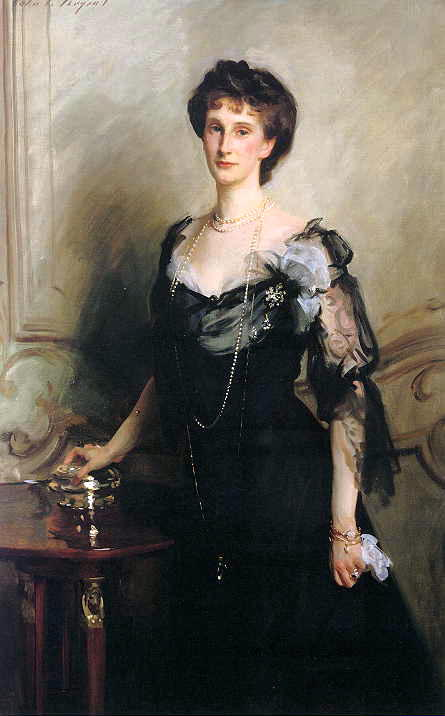
Ritratto di Lady Evelyn, duchessa di Devonshire di John Singer Sargent, 1902

Cavendish venne educato all'Eton College prima di portarsi poi al Trinity College di Cambridge e poi all'Università di Cambridge, periodo durante il quale suo padre sedette come deputato per il West Derbyshire. Nel maggio del 1891, poco dopo il suo diploma, suo padre morì e come tale Victor divenne parlamentare vincendo le avversioni della Camera dei Comuni per la sua giovane età. Il 30 luglio dell'anno successivo egli sposò Lady Evelyn FitzMaurice, figlia primogenita di Henry Petty-Fitzmaurice, V marchese di Lansdowne, che fino a cinque anni prima aveva prestato servizio come governatore generale del Canada. La coppia ebbe sette figli: Edward, marchese di Hartington (n. 1895), Lady Maud Louisa Emma (n. 1896), Lady Blanche Katharine (n. 1898), Lady Dorothy (n. 1900), Lady Rachel (n. 1902), Lord Charles Arthur Francis (n. 1905) e Lady Anne (n. 1909).

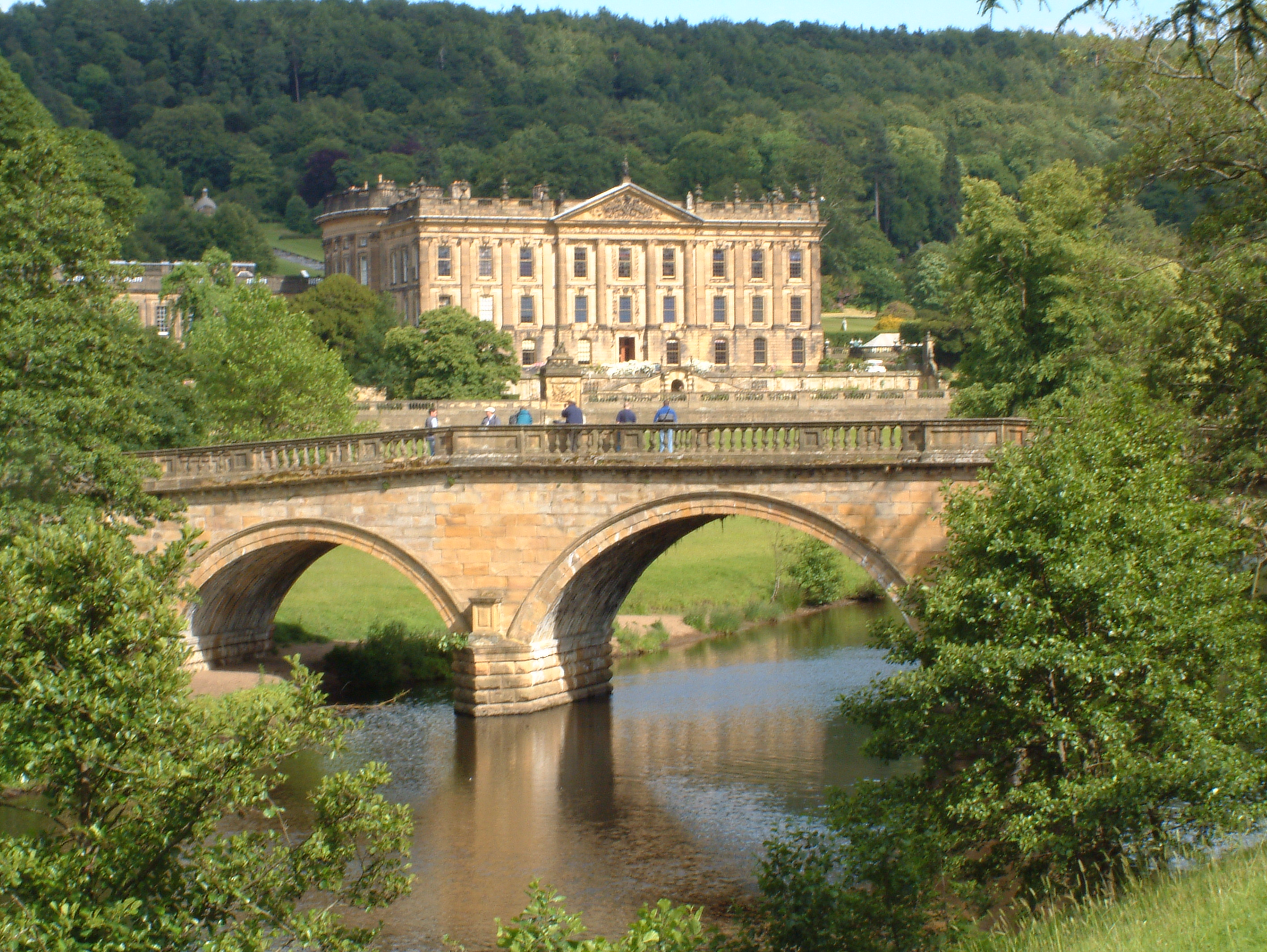
Chatsworth House, residenza che Victor Cavendish ereditò dopo la sua ascesa al ducato di Devonshire nel 1908

Cavendish mantenne la propria posizione di parlamentare per 17 anni periodo durante il quale fu anche Treasurer of the Household (1900-1903), Financial Secretary to the Treasury (1903-1905) e venne ammesso dall'11 dicembre 1905 nel Consiglio Privato di Sua Maestà britannica. Fu ad ogni modo quando succedette allo zio morto senza eredi al ducato di Devonshire il 24 marzo 1908 che Cavendish venne ammesso alla Camera dei Lords, venendo nel contempo nominato Lord Luogotenente del Derbyshire. L'anno successivo egli divenne Cancelliere dell'Università di Leeds per poi passare col medesimo incarico a quella di Eastbourne dal 1909 al 1910 ed a quella di Chesterfield dal 1911 al 1912. Con lo scoppio della prima guerra mondiale, ad ogni modo, divenne Lord Commissario dell'Ammiragliato nel gabinetto di governo di H. H. Asquith.
L'8 agosto 1916 re Giorgio V del Regno Unito annunciò su consiglio del primo ministro la nomina di Victor Cavendish a Governatore Generale del Canada. La nomina causò alcuni problemi con il primo ministro canadese Robert Borden il quale non era stato consultato sulla nomina del nuovo governatore generale. Ad ogni modo la levatura e le buone doti di Cavendish lo portarono ad essere presto accettato ed accolto con una cerimonia ufficiale l'11 novembre 1916 ad Halifax.

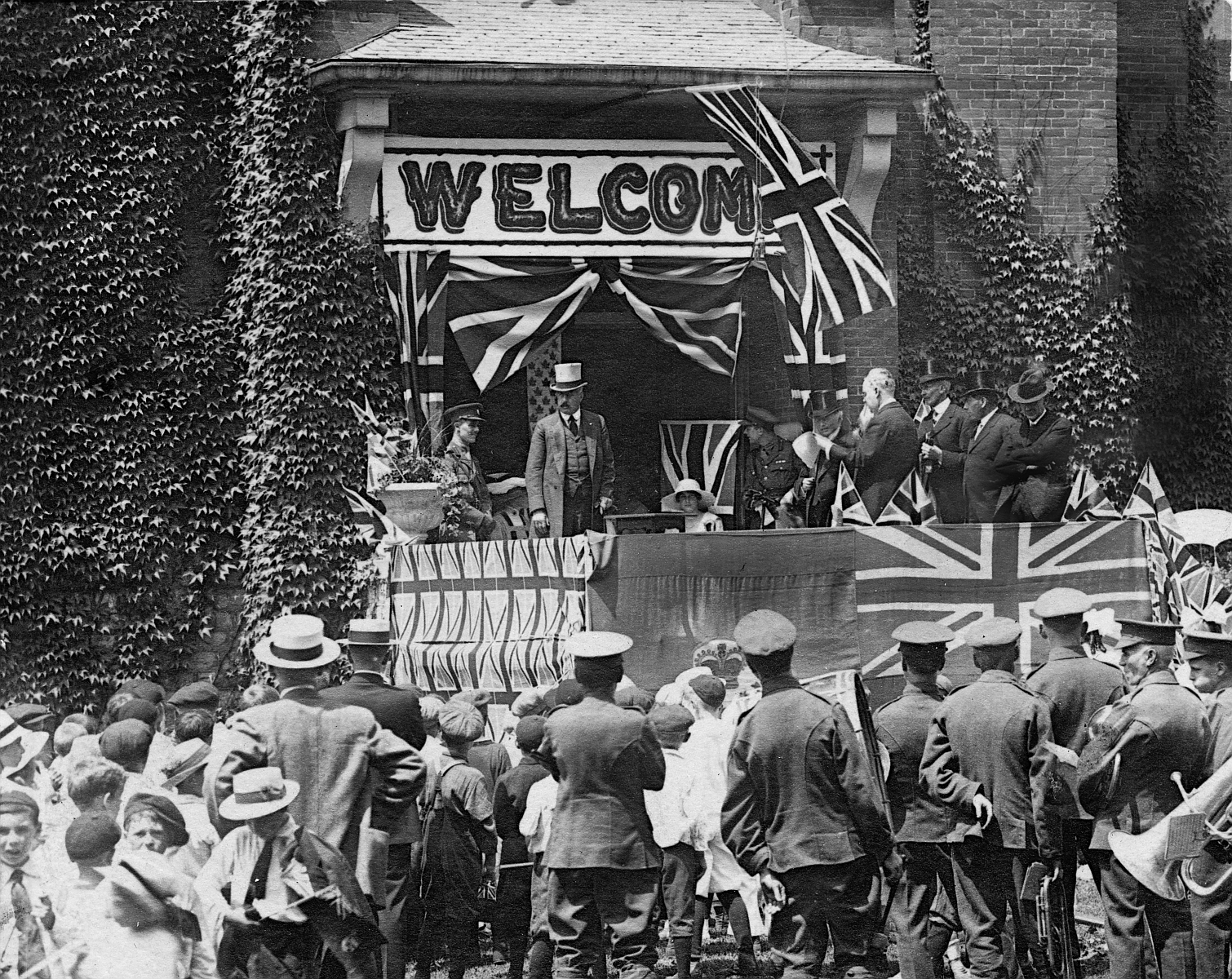
Cavendish a Belleville in Canada in quanto Governatore Generale

In quell'epoca uno dei problemi principali del paese erano, oltre al suffragio femminile era l'avanzata del socialismo. Il Canada nel frattempo provvedeva truppe e supplementi all'esercito britannico, sebbene le divisioni interne tra francofoni ed anglofoni fossero ancora forte. In quello stesso anno il Governatore Generale si recò in visita in Nuova Scozia per supervisionare i danni causati dall'esplosione di Halifax il 6 dicembre; qui egli si incontrò coi sopravvissuti e con le infermiere della Croce Rossa.
La vittoria canadese del 1917 nella Battaglia di Vimy, ad ogni modo, diede forza al nazionalismo in Canada e portò ad una riconciliazione tra i due principali gruppi linguistici canadesi.
Cavendish prese interesse per il Canada e fece diversi viaggi nel paese, focalizzando la propria opera nello sviluppo delle fattorie canadesi, essendo egli stesso un proprietario terriero, inaugurando anche diverse fiere ortofrutticole. Egli nei propri discorsi vantava considerevolmente le potenzialità del Canada nell'ambito dell'agricoltura, promuovendo l'operato del Central Experimental Farm della Corona britannica a Ottawa. Egli fu nel contempo patrono delle arti in particolare alla cittadella di Québec ove inaugurò la National Gallery of Canada ospitando degli show teatrali alla Rideau Hall. Egli organizzò anche delle partite di sci e hockey su ghiaccio. Nel 1918 si recò in visita al presidente degli Stati Uniti Woodrow Wilson e, l'anno successivo, ospitò Edoardo, principe di Galles durante il suo primo tour in Canada.
Come segno della sua epoca il Duca lasciò la Cavendish Cup per il golf ed il Duke of Devonshire Trophy per la Ottawa Horticultural Society.
Ritornato in Inghilterra, il Duca di Devonshire lavorò per la Lega delle Nazioni prima di prestare servizio dal 1922 al 1924 come Segretario di Stato per le Colonie sotto i primi ministri Andrew Bonar Law e Stanley Baldwin. Simultaneamente egli continuò la promozione dell'agricoltura e specialmente sviluppò delle grandi tenute agricole attorno a Chatsworth House, dove concluse i propri giorni nel maggio del 1938.

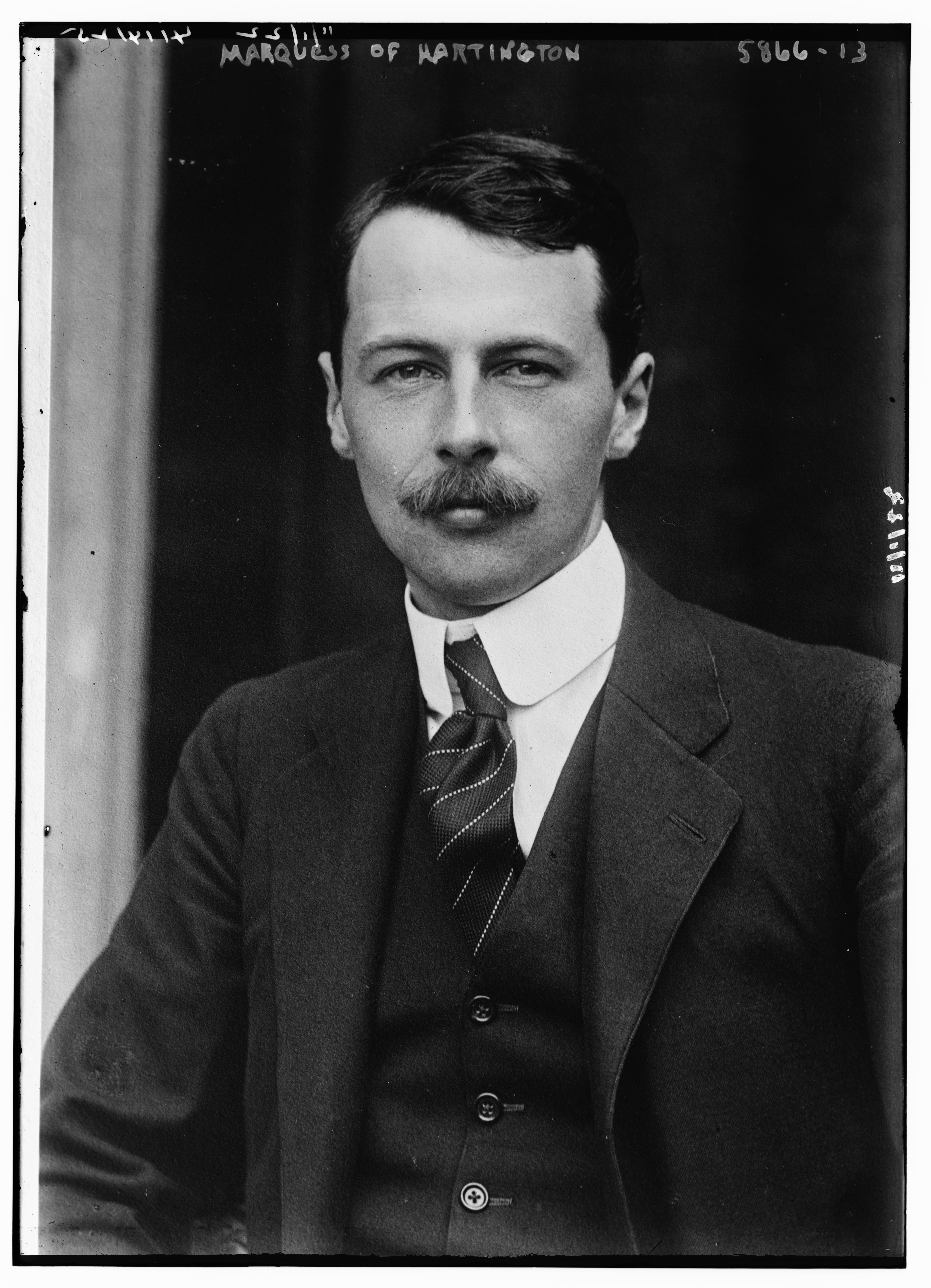
Edward Spencer William Cavendish, X duca di Devonshire

Edward Spencer William Cavendish nacque nella parrocchia di San Giorgio in Oriente da Victor Cavendish, IX duca di Devonshire.
Edward fu un membro del Parlamento per la West Derbyshire e fu ministro del governo di Winston Churchill in tempo di guerra.
Fu rettore dell'Università di Leeds dal 1938 fino alla sua morte nel 1950. Era un massone e fu Gran Maestro della Gran Loggia Unita d'Inghilterra.
Il 26 novembre 1950, subì un attacco di cuore e morì a Eastbourne, forse avvelenato dal suo medico John Bodkin Adams, sospetto serial killer.

Andrew Cavendish, XI duca di Devonshire fotografato da Allan Warren

Gli successe il figlio Robert Andrew Buxton Cavendish, poiché il fratello maggiore William, che era l'erede al ducato, con il titolo di cortesia di Marchese di Hartington, rimase ucciso in combattimento verso la fine della guerra nel 1944. 
Combatté durante la seconda guerra mondiale e ricevette il Military Cross per le sue azioni il 27 luglio del 1944, quando la sua compagnia fu tagliata fuori per 36 ore in un combattimento pesante in Italia.
Cavendish è stato un politico britannico conservatore. Fu un ministro del governo del primo ministro Harold Macmillan (che era sposato con sua zia), ma fu meglio conosciuto per l'apertura di Chatsworth House al pubblico.

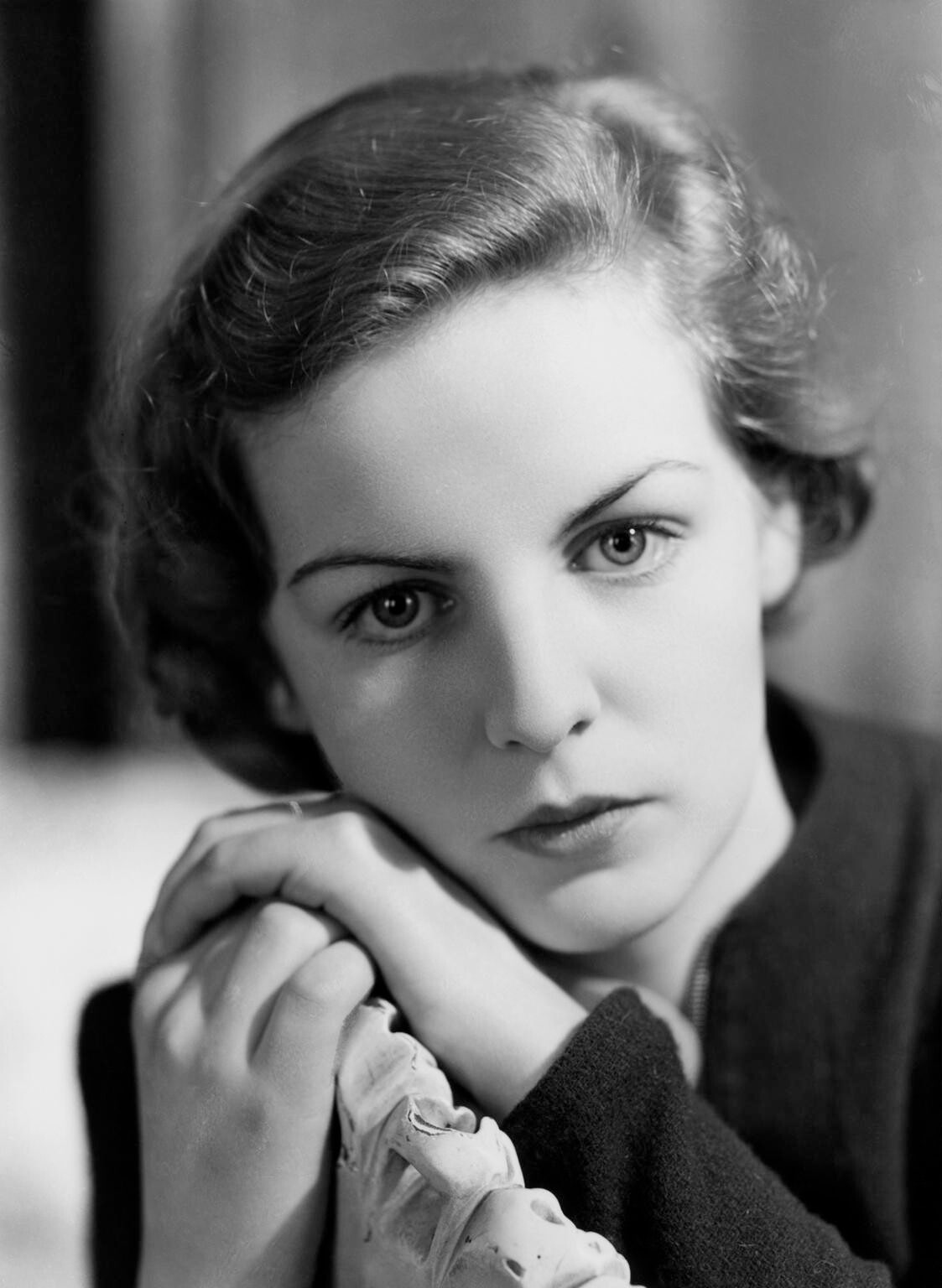
Deborah Mitford-Cavendish

Nel 1941 aveva sposato Deborah Mitford, una delle sorelle Mitford, dalla quale ebbe sei figli, tre dei quali morirono poco dopo la nascita.

#### Epoca recente

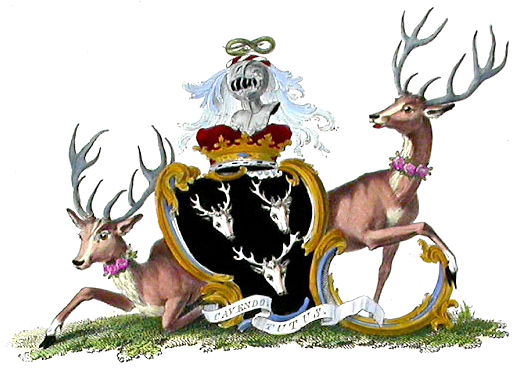
Lo stemma di Peregrine Andrew Morny "Stoker" Cavendish, XII duca di Devonshire

Da questo matrimonio nacque Peregrine Andrew Morny "Stoker" Cavendish, che ha frequentato l'Eton College e l'Exeter College di Oxford.
Titolare del ducato dal 2004, in seguito alla morte del padre. Le stime collocano il suo patrimonio netto intorno a £ 800.000.000 ($ 1.3B US).
Ha sposato, il 28 giugno 1967, Amanda Carmen Heywood-Lonsdale (18 aprile 1944), figlia del comandante Edward Heywood-Lonsdale e di June Grace Shakespeare. Hanno avuto tre figli:, tra cui l'erede al ducato William Cavendish, marchese di Hartington (6 giugno 1969), che ha sposato Laura Ann Roundell.
Il Duca è ben noto nel mondo delle corse di cavalli: è stato per molti anni rappresentante di Sua Maestà ad Ascot ed è presidente di Ascot Racecourse. Nel 1980 è stato eletto al Jockey Club e nel 1989 ne è stato nominato presidente. Durante il suo mandato (durato cinque anni), ha supervisionato una serie di cambiamenti all'interno del settore delle corse, in particolare la creazione della British Horseracing Board che ora è l'autorità governativa per le corse inglesi. È stato nominato primo presidente del consiglio di amministrazione nel giugno 1993 e si è ritirato, alla fine del suo mandato, nel 1996.

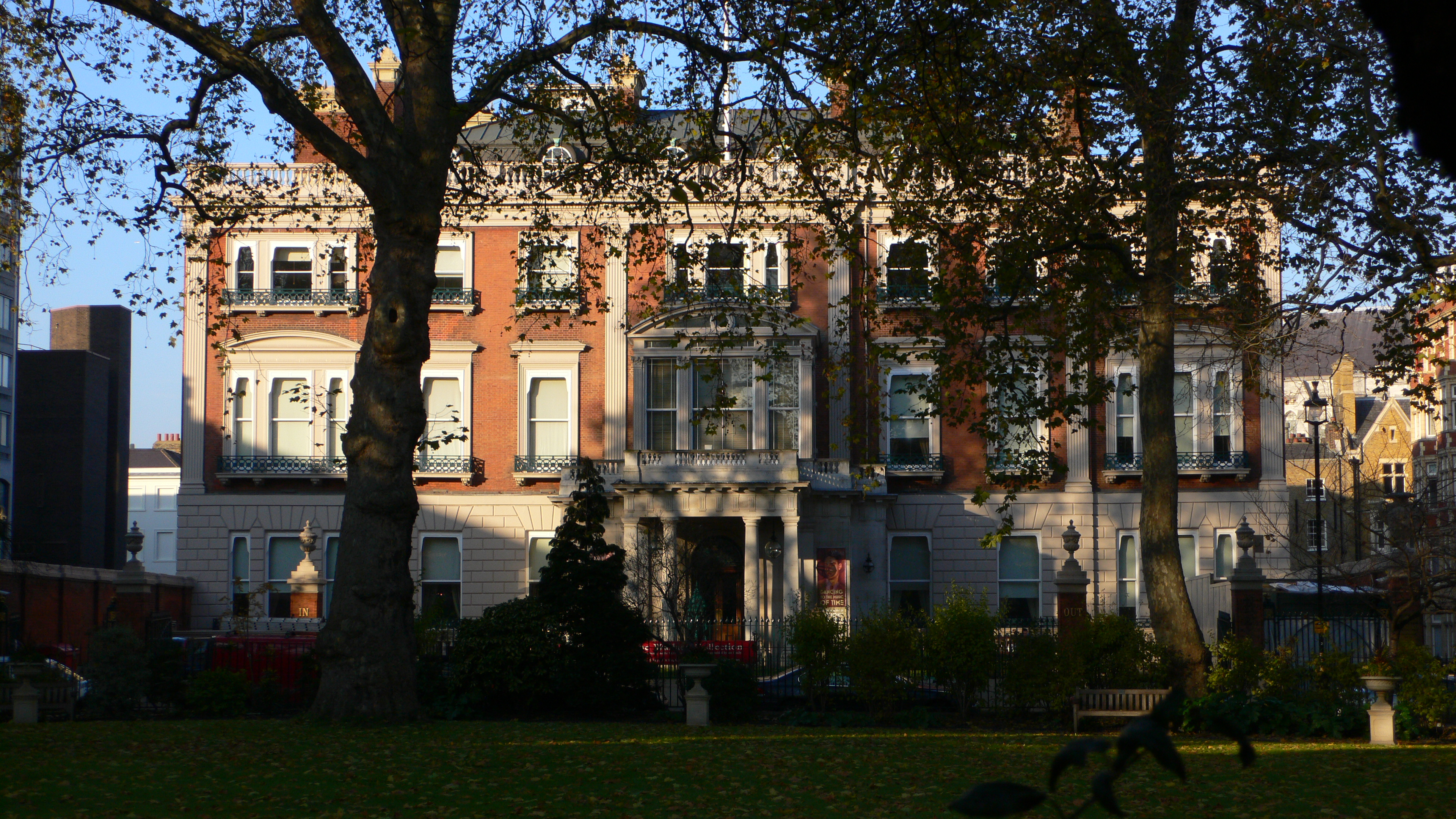
La Wallace Collection

È stato nominato fiduciario della Wallace Collection nel 2007. È un fiduciario di Sheffield Galleries and Museums Trust. È il presidente del Devonshire Arms Hotel Group e Vice Presidente di Sotheby's. Il Duca è, anche personalmente, collezionista di pittura inglese moderna e contemporanea e di sculture.

### Duchi di Newcastle-upon-Tyne

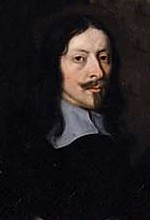
Ritratto di William Cavendish, I duca di Newcastle-upon-Tyne opera di un contemporaneo anonimo

William Cavendish, I duca di Newcastle-upon-Tyne fu un membro della famiglia Cavendish, era figlio di Sir Charles Cavendish e di sua moglie Catherine Ogle e nacque nello Yorkshire. La famiglia Cavendish era molto legata alla dinastia regnante Stuart, tantopiù quando William venne nominato cavaliere dell'Ordine del Bagno.
Prima fu membro della corte di Giacomo I Stuart per poi divenire amico di Carlo I Stuart e di sua moglie, la regina Enrichetta Maria. Fu in seguito nominato Marchese di Newcastle-upon-Tyne e si occupò dell'educazione del principe di Galles Carlo. Durante la guerra civile inglese fu nominato generale delle forze realiste. Dopo la battaglia di Marston Moor, andò in esilio spontaneo e dopo la restaurazione di Carlo II fu nominato Duca.

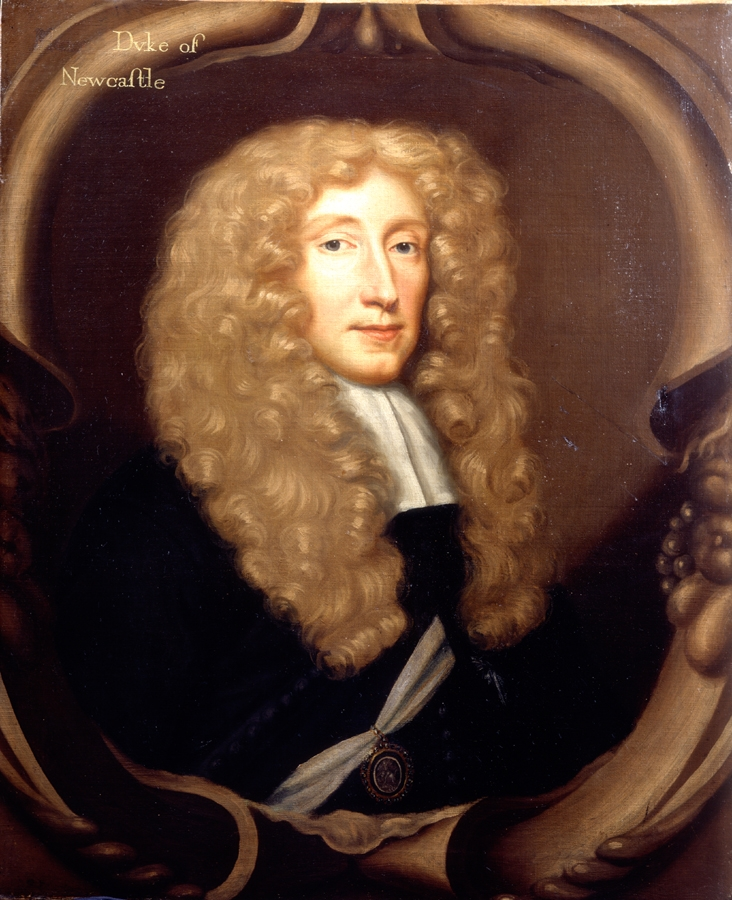
Henry Cavendish, II duca di Newcastle-upon-Tyne ritratto da Mary Beale

Gli successe il figlio Henry, visconte Mansfield che nel 1652 sposò Frances Pierrepont (n. 1º settembre 1630 presso Thoresby, Nottinghamshire - m. 23 settembre 1695 presso Londra) e da lei ebbe sei figlie che, in tal modo, non poterono succedergli al ducato.
Una volta ereditato il titolo paterno, entrò a far parte del Parlamento come rappresentante del Derbyshire e del Northumberland e nel 1677 re Carlo II lo nominò cavaliere dell'Ordine della Giarrettiera.
Alla sua morte, avvenuta nel 1691, il titolo di Duca di Newcastle-upon-Tyne si estinse.

### Conti di Burlington e Baroni Chesam

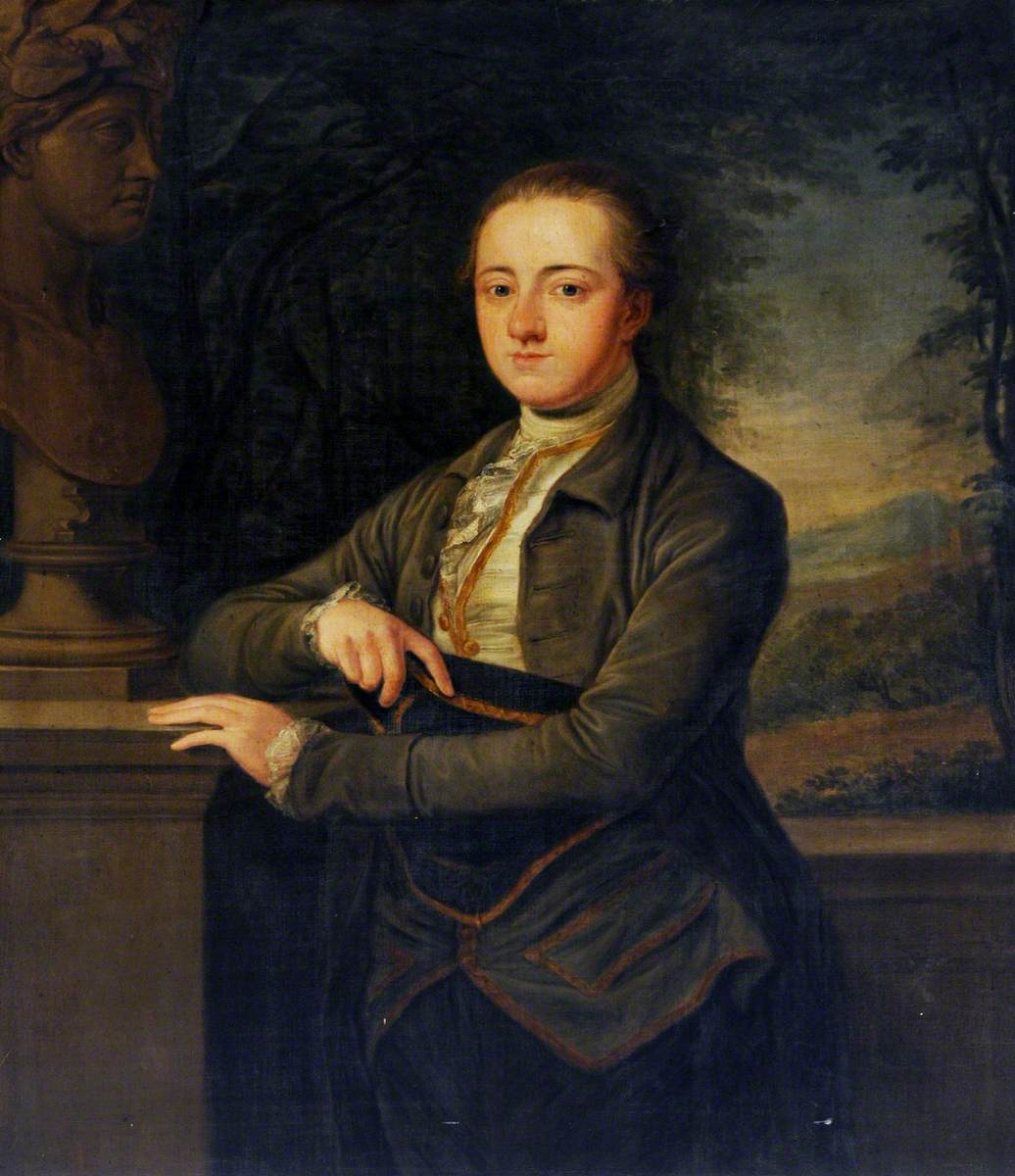
Un ritratto di George Cavendish, I conte di Burlington custodito all'Hardwick Hall

George Cavendish, I conte di Burlington era il terzo figlio di William Cavendish, IV duca di Devonshire, e l'ex moglie Lady Charlotte Elizabeth Boyle, figlia di Richard Boyle, III conte di Burlington.
Egli sedeva come deputato al Parlamento per Knaresborough (1775-1780), per Derby (1780-1797) e per Derbyshire (1797-1831). Il 10 settembre 1831 venne nominato Barone di Keighley, nella contea di York, e Conte di Burlington, una ripresa del titolo detenuto da suo nonno materno.

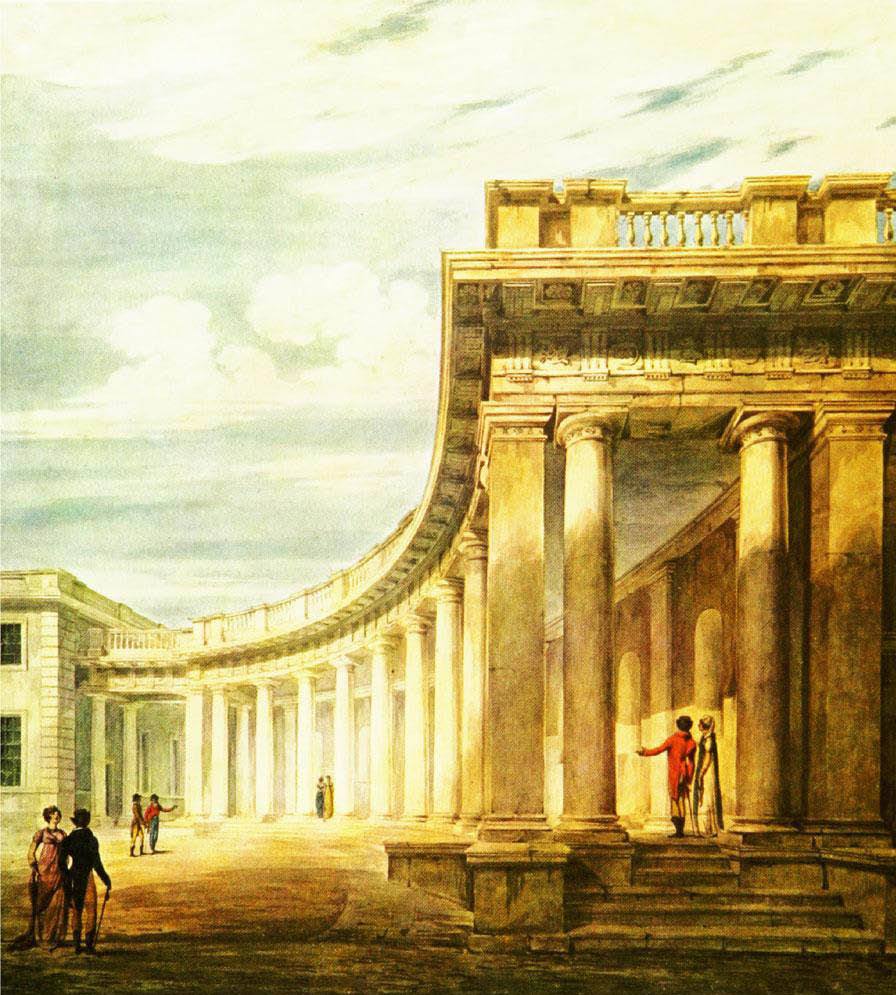
Uno dei colonnati di James Gibbs a Burlington House.

Nel 1815 Lord Burlington acquistò Burlington House a Piccadilly, da suo nipote, il Duca di Devonshire. Con l'architetto Samuel Ware, ha apportato una serie di modifiche significative alla casa, tra cui la costruzione di Burlington Arcade lungo il lato ovest.
Morì a Burlington House il 4 maggio 1834 e fu sepolto nella All Saints Church, a Derby. La proprietà passò alla sua vedova e alla sua morte nel 1835 al loro figlio Charles, da cui discendono i Baroni Chesam.

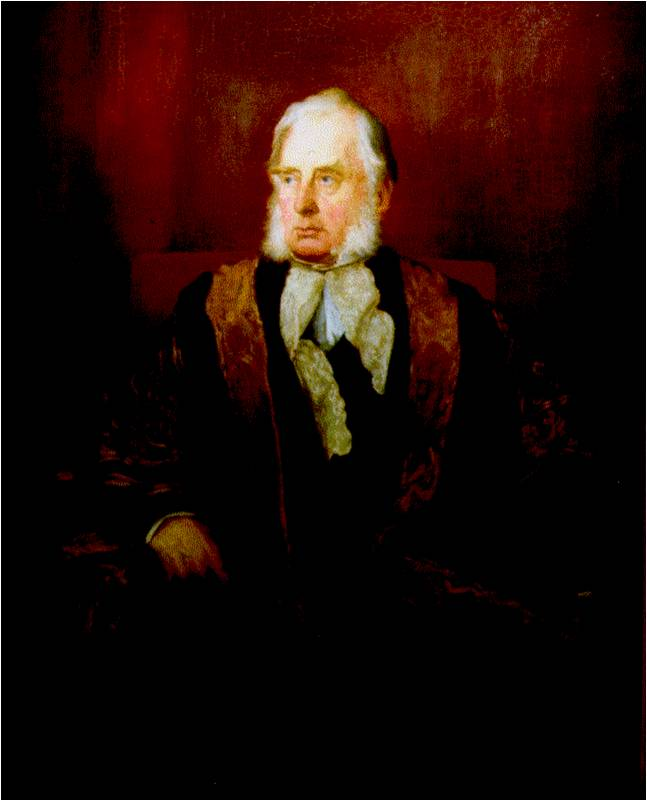
William Cavendish, VII duca di Devonshire ritratto da George Frederic Watts

Quest'ultimo fu, però, elevato al titolo di Barone Chesam, facendo sì che il titolo di Conte di Burlington passasse a William Cavendish, VII duca di Devonshire.

## Conti di Devonshire (1618)
Altri titoli: Barone Cavendish di Hardwick, nella contea di Derby (1605)
- William Cavendish, I conte di Devonshire (1552–1626);
- William Cavendish, II conte di Devonshire (1591–1628);
- William Cavendish, III conte di Devonshire (1617–1684);
- William Cavendish, IV conte di Devonshire (1640–1707) venne creato Duca di Devonshire nel 1694.

## Duchi di Devonshire (1694)
| Immagine                       | Nome                                                   | Note | Stemma                         |
| ------------------------------ | ------------------------------------------------------ | --- | ------------------------------ |
|                                | William Cavendish, I duca di Devonshire (1640-1707)    | Fu uomo politico, ebbe un ruolo determinante nella Gloriosa Rivoluzione. | Stemma dei Duchi di Devonshire |
|                                | William Cavendish, II duca di Devonshire (1672-1729)   | Figlio del primo duca, fu uomo politico del Partito Whig | Stemma dei Duchi di Devonshire |
|                                | William Cavendish, III duca di Devonshire (1698-1755)  | Figlio del II Duca, fu uomo politico Whig e amico di Robert Walpole | Stemma dei Duchi di Devonshire |
|                                | William Cavendish, IV duca di Devonshire (1720-1764)   | Figlio del terzo duca, fu uomo politico Whig e Primo Ministro del Regno Unito dal 1756 al 1757 | Stemma dei Duchi di Devonshire |
|                                | William Cavendish, V duca di Devonshire (1748-1811)    | Figlio del quarto duca, fu uomo politico e marito della celebre Georgiana Spencer | Stemma dei Duchi di Devonshire |
|                                | William Cavendish, VI duca di Devonshire (1790-1858)   | Figlio del quinto duca, fu uomo politico, Lord Ciambellano e grande collezionista | Stemma dei Duchi di Devonshire |
|                                | William Cavendish, VII duca di Devonshire (1808-1891)  | Cugino del sesto duca, fu uomo politico e accademico: istituì il Cavendish Laboratory a Cambridge. | Stemma dei Duchi di Devonshire |
|                                | Spencer Cavendish, VIII duca di Devonshire (1833-1908) | Figlio del settimo duca, fu uomo politico liberale, una delle più importanti figure dell'Età vittoriana                                                                                                 | Stemma dei Duchi di Devonshire |
|                                | Victor Cavendish, IX duca di Devonshire (1868-1938)    | Nipote dell'ottavo duca, fu uomo politico, Governatore Generale del Canada, Segretario al Tesoro e Ministro delle Colonie                                                                               | Stemma dei Duchi di Devonshire |
|                                | Edward Cavendish, X duca di Devonshire (1895-1950)     | Figlio del nono duca, fu uomo politico e servì nel gabinetto di Guerra di Winston Churchill; suo figlio maggiore William di Hartington sposò Kathleen Agnes Kennedy, sorella di John Fitzgerald Kennedy | Stemma dei Duchi di Devonshire |
|                                | Andrew Cavendish, XI duca di Devonshire (1920-2004)    | Figlio del decimo duca, fu uomo politico e ministro nei governi di Harold Macmillan e Alec Douglas-Home                                                                                                 | Stemma dei Duchi di Devonshire |
| Stemma dei Duchi di Devonshire | Peregrine Cavendish, XII duca di Devonshire (1944-)    | Figlio dell'undicesimo duca | Stemma dei Duchi di Devonshire |

## Duchi di Newcastle-upon-Tyne (1665)
anche marchesi di Newcastle-upon-Tyne (1643), conti di Newcastle-upon-Tyne (1628), visconti Mansfield (1620) e baroni Ogle (1461)
- William Cavendish, I duca di Newcastle-upon-Tyne (1592-1676), comandante durante la guerra civile inglese;
- Henry Cavendish, II duca di Newcastle-upon-Tyne (1630-1691), unico figlio sopravvissuto del I Duca, morto senza alcun erede maschio vivo.

## Conti di Bridgewater (1831)
- George Cavendish, I conte di Burlington (1754-1834);
- William Cavendish, II conte di Burlington, duca di Devonshire (1808-1891).

## Baroni Chesam (1858)
- Charles Cavendish, I barone Chesham (1793–1863);
- William Cavendish, II barone Chesham (1815–1882);
- Charles Cavendish, III barone Chesham (1850–1907);
- John Cavendish, IV barone Chesham (1894–1952);
- John Cavendish, V barone Chesham (1916–1989);
- Nicholas Cavendish, VI barone Chesham (1941–2009);
- Charles Cavendish, VII barone Chesham (n. 1974);

L'erede apparente è il primogenito dell'attuale Barone, l'onorevole Oliver Nicholas Bruce Cavendish (n. 2007).